# 원자력 사고

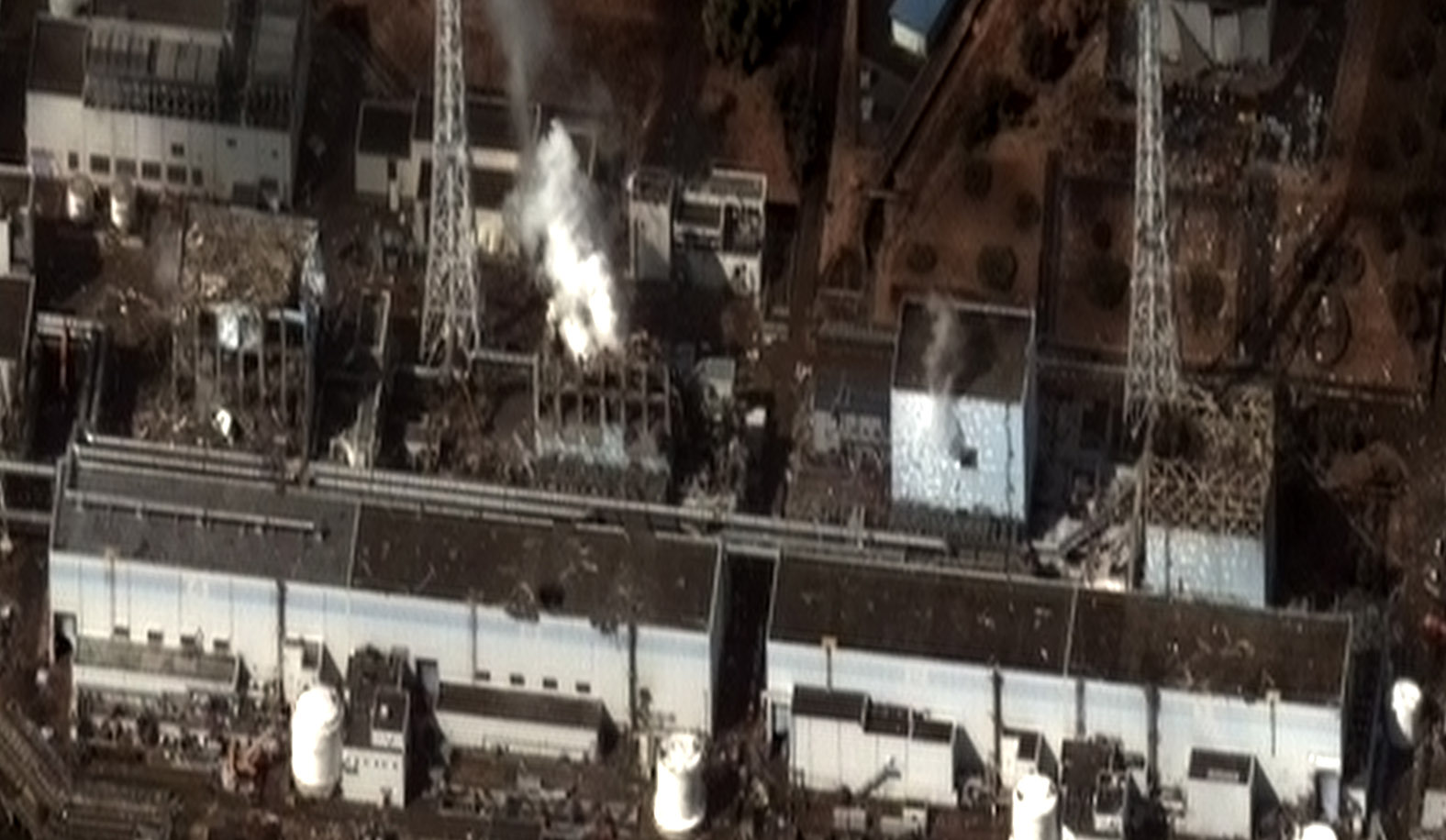
2011년 일본 후쿠시마 원자력 사고 이후, 당국은 일본의 54개 원자력 발전소를 폐쇄했다. 후쿠시마 부지는 여전히 방사능에 오염되어 있으며, 약 30,000명의 이재민들이 임시 거처에 살고 있지만, 방사능의 영향으로 사망하거나 사망할 것으로 예상되는 사람은 없다. 어려운 정화 작업은 40년 이상 걸릴 것이며, 수십억 달러가 소요될 것이다.

공기 중 방사능 오염이 인간에게 미치는 경로

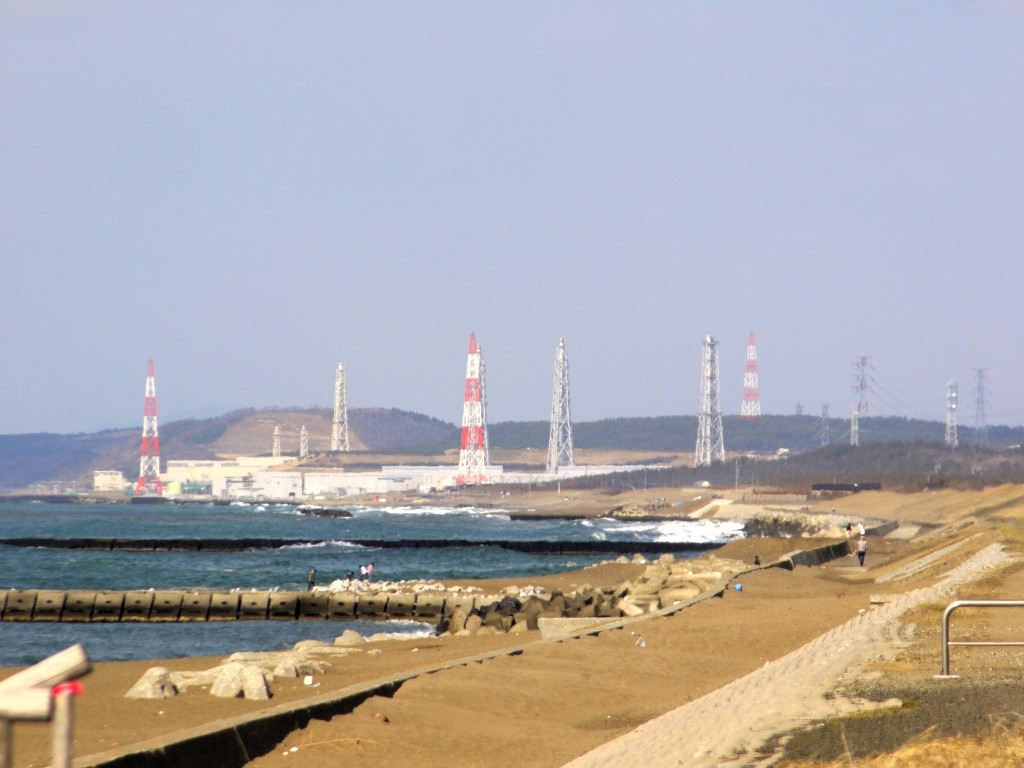
일본의 가시와자키 가리와 원자력 발전소는 세계에서 가장 큰 단일 원자력 발전소이며 7개의 발전소를 가지고 있다. 이 발전소는 2007년 지진 이후 21개월 동안 완전히 폐쇄되었다. 안전에 중요한 시스템은 지진으로 인해 손상되지 않은 것으로 밝혀졌다.

원자력 및 방사선 사고는 국제 원자력 기구(IAEA)에 의해 "사람, 환경 또는 시설에 심각한 결과를 초래한 사건"으로 정의된다. 예시로는 개인에 대한 치명적인 영향, 환경으로의 대규모 방사능 방출 또는 원자로 노심 용융 등이 있다. "주요 원자력 사고"의 대표적인 예는 원자로 노심이 손상되어 상당량의 방사성 동위 원소가 방출된 경우로, 1986년 체르노빌 원자력 발전소 사고와 2011년 후쿠시마 제1 원자력 발전소 사고가 있다.
원자로가 1954년에 처음 건설된 이후 원자력 사고의 영향은 논쟁의 대상이 되어왔으며 원자력 시설에 대한 대중의 우려의 핵심 요인이 되었다. 사고의 위험을 줄이거나 환경으로 방출되는 방사능의 양을 최소화하기 위한 기술적 조치가 채택되었지만, 인적오류는 여전히 존재하며, "다양한 영향을 미 미치거나 아슬아슬하게 피해간 사고와 사건들이 많이 있었다." 2014년 현재, 원자력 발전 사용으로 인한 심각한 원자력 사고 및 사건은 100건 이상 발생했다. 체르노빌 사고 이후 57건의 사고 또는 심각한 사건이 발생했으며, 전체 원자력 관련 사고/심각한 사건의 약 60%는 미국에서 발생했다. 심각한 원자력 발전소 사고에는 후쿠시마 제1 원자력 발전소 사고(2011년), 체르노빌 원자력 발전소 사고(1986년), 스리마일섬 원자력 발전소 사고(1979년) 및 SL-1 사고(1961년)가 포함된다. 원자력 발전 사고는 인명 손실과 복구 작업에 막대한 금전적 비용을 초래할 수 있다.
원자력 잠수함 사고에는 K-19(1961년), K-11(1965년), K-27(1968년), K-140(1968년), K-429(1970년), K-222(1980년), K-431(1985년) 사고가 포함된다. 심각한 방사선 사고/사건에는 키시팀 사고, 윈드스케일 화재, 코스타리카 방사선 치료 사고, 사라고사 방사선 치료 사고, 모로코 방사선 사고, 고이아니아 방사능 유출사고, 멕시코시티 방사선 사고, 사뭇쁘라깐 방사선 사고, 인도 마야푸리 방사선 사고 등이 있다.
IAEA는 최근 원자력 사고를 보고하는 웹사이트를 운영하고 있다.
2020년 WHO는 "과거 방사선 및 원자력 사고에서 얻은 교훈은 정신 건강 및 심리 사회적 결과가 방사선 노출의 직접적인 신체 건강 영향을 능가할 수 있음을 보여주었다"고 언급했다."

## 원자력 발전소 사고

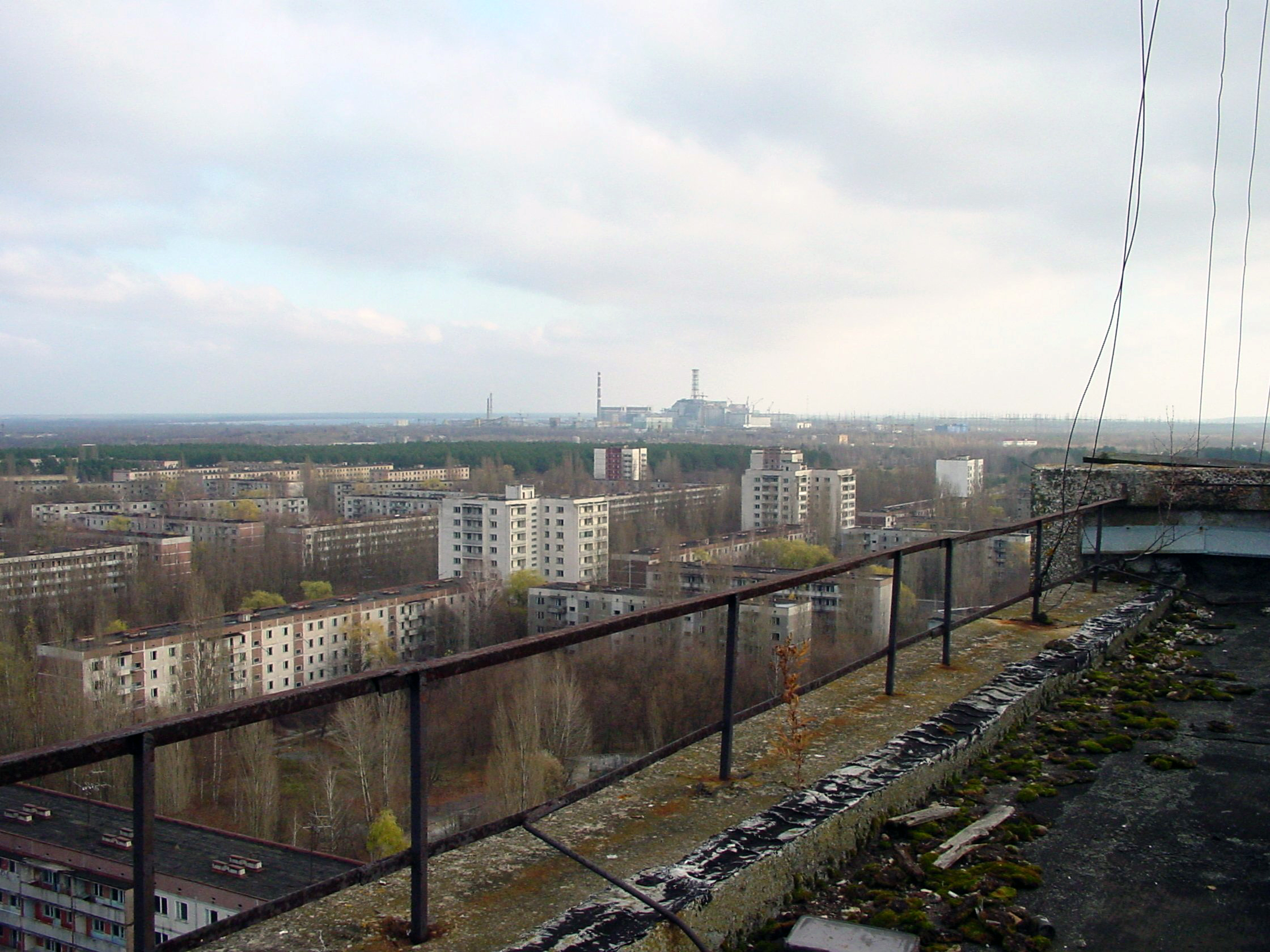
체르노빌 원자력 발전소 사고 이후 우크라이나 프리피야티의 버려진 도시. 체르노빌 원자력 발전소는 배경에 있다.

세계 최초의 원자로 노심 용융은 1952년 캐나다 온타리오의 초크 리버 연구소에 있는 NRX 원자로에서 발생했다.
현재까지 최악의 원자력 사고는 1986년 우크라이나 SSR, 현재 우크라이나에서 발생한 체르노빌 원자력 발전소 사고이다. 이 사고로 약 30명이 직접 사망했으며 약 70억 달러의 재산 피해가 발생했다. 2005년 세계보건기구에서 발표한 연구는 상당한 방사선 수준에 노출된 사람들 중 최대 4,000명의 추가적인 암 사망자가 이 사고와 관련될 수 있다고 추정한다. 사고로 인한 낙진은 벨라루스, 우크라이나, 러시아 지역에 집중되었다. 다른 연구들은 체르노빌에서 백만 명 이상의 암 사망자가 발생할 수 있다고 추정했다. 암으로 인한 최종 사망자 수는 매우 논쟁적이다. 산업계, UN 및 DOE 기관들은 재앙으로 인한 법적으로 입증 가능한 암 사망자 수가 적을 것이라고 주장한다. UN, DOE 및 산업 기관들은 모두 역학적으로 해결 가능한 사망자 수의 한계를 사용하며, 그 이하의 사망자는 재앙에서 비롯된 것으로 법적으로 입증할 수 없다고 한다. 독립 연구들은 투여량과 인구로부터 치명적인 암을 통계적으로 계산하지만, 추가 암의 수는 약 1%의 역학적 측정 임계치 이하가 될 것이다. 이들은 매우 다른 개념이며, 추정치의 큰 차이로 이어진다. 둘 다 다른 의미를 지닌 합리적인 예측이다. 사고 직후 약 35만 명이 이 지역에서 강제 이주되었다. 6,000명이 체르노빌 정화 작업에 참여했으며, 10,800 제곱마일 (28,000 km2)가 오염되었다.
사회과학자이자 에너지 정책 전문가인 벤저민 K. 소바쿨은 전 세계적으로 1952년부터 2009년까지 원자력 발전소에서 99건의 사고가 발생했으며(인명 손실 또는 미화 5만 달러 이상의 재산 피해를 초래한 사건으로, 미국 연방 정부가 보고해야 할 주요 에너지 사고를 정의하는 데 사용하는 금액), 총 205억 달러의 재산 피해가 발생했다고 보고했다. 원자력 발전소 사고와 관련된 사망자는 비교적 적다. 많은 원자로 사고와 이러한 현상에 대한 학술적 검토는 마크 포먼에 의해 출판되었다.

### 원자력 발전소 사고 및 사건 목록
| 날짜             | 사고 위치                                                                           | 사고 또는 사건 설명 | 사망자 수 | 비용 (미화 백만 달러 2006년 기준) | INES 등급 |
| ---------------- | ----------------------------------------------------------------------------------- | --- | --- | --------------------------------- | --------- |
| 1957년 9월 29일  | 마야크, 키시팀, 소련                                                                | 키시팀 사고는 소련의 핵연료 재처리 공장인 마야크에서 저장탱크 내 화학 폭발(chemical explosion) 이후 발생한 방사능 오염 사고였다. | 추정치로 최대 200명의 암 사망자 가능성 |                                   | 6         |
| 1957년 10월 10일 | 셀라필드, 컴벌랜드, 영국                                                            | 영국 원자폭탄 프로젝트(플루토늄 생산 원자로)의 윈드스케일 화재로 노심이 손상되어 740 테라베크렐의 아이오딘-131이 환경으로 방출된 것으로 추정된다. 주 배기 굴뚝 위에 설치된 기본적인 연기 필터가 훨씬 더 심각한 방사선 누출을 성공적으로 막았다.                                                                                       | 직접 사망자 0명, 암으로 인한 사망자 추정 최대 240명                                                                                           |                                   | 5         |
| 1961년 1월 3일   | 아이다호 폴스, 아이다호주, 미국                                                     | 국립 원자로 시험장의 미 육군 SL-1 프로토타입 폭발. 제어봉이 너무 높이 수동으로 들어 올려져 3명의 조작자 모두 사망했다. 원자로는 몇 밀리초 만에 완전 정지 상태에서 20 GW로 폭주했다. 또한 9피트 이상 공중으로 튀어 올랐다. | 3 | 22                                | 4         |
| 1966년 10월 5일  | 프렌치타운 차터 타운십, 미시간주, 미국                                              | 페르미 1 원자력 발전소의 페르미 1 원자로에서 일부 핵연료봉이 녹아내렸다. 환경으로의 방사선 누출은 거의 없었다. | 0 | 132                               | 4         |
| 1969년 1월 21일  | 루솅 원자로, 보주, 스위스                                                           | 1969년 1월 21일, 냉각재 상실 사고로 연료봉 하나가 노심 용융되고 동굴이 방사능에 오염되어 밀폐되었다. | 0 |                                   | 4         |
| 1975년 12월 7일  | 그라이프스발트, 동독                                                                | 그라이프스발트 원자력 발전소의 전기 오류로 인해 주 트러프에서 화재가 발생하여 제어선과 5개의 주 냉각재 펌프가 파괴되었다. | 0 | 443                               | 3         |
| 1976년 1월 5일   | 야슬로프스케 보후니체, 체코슬로바키아                                               | 연료 교체 중 오작동. 냉각수(CO2)에 의해 연료봉이 원자로에서 원자로 홀로 튀어나왔다. | 2 | 1,700                             | 4         |
| 1979년 3월 28일  | 스리마일섬, 펜실베이니아주, 미국                                                    | 조작자 오류 및 기술적 결함으로 인한 냉각재 상실 및 부분 노심 용융. 소량의 방사성 가스가 방출되었다. 스리마일섬 원자력 발전소 사고 건강 영향도 참조. | 0 | 2,400                             | 5         |
| 1980년 3월 13일  | 생로랑 누앙, 루아레셰르, 프랑스                                                     | 생로랑 원자력 발전소 A2호기에서 출력 폭주 후 부분 노심 손상. | 0 |                                   | 4         |
| 1984년 9월 15일  | 애선스, 앨라배마주, 미국                                                            | 안전 규정 위반, 운전자 오류, 설계 문제로 인해 브라운스 페리 원자력 발전소 2호기가 6년 동안 가동 중단되었다. | 0 | 110                               |           |
| 1985년 3월 9일   | 애선스, 앨라배마주, 미국                                                            | 시동 중 계측 시스템 오작동으로 브라운스 페리 원전의 세 발전소 모두 가동 중단. | 0 | 1,830                             |           |
| 1986년 4월 11일  | 플리머스, 매사추세츠주, 미국                                                        | 반복되는 장비 문제로 보스턴 에디슨의 필그림 원자력 발전소가 비상 정지되었다. | 0 | 1,001                             |           |
| 1986년 4월 26일  | 체르노빌, 체르노빌 라이온 (현재 비슈호로드 라이온), 키예프 주, 우크라이나 SSR, 소련 | 결함 있는 원자로 설계와 부적절한 안전 절차로 인해 체르노빌 원자력 발전소 4호기의 연료봉이 손상되는 출력 급증이 발생했다. 이로 인해 폭발과 노심 용융이 발생하여 30만 명이 대피해야 했고 유럽 전역에 방사성 물질이 확산되었다(체르노빌 원자력 발전소 사고의 영향 참조). 노심의 약 5% (5200 PBq)가 대기 중으로 방출되어 바람에 실려갔다. | 2008년 기준으로 직접 사망 28명, 완전히 관련되지 않은 사망 19명, 갑상선암으로 인한 어린이 사망 15명. 추정치로 최대 4,000명의 암 사망자 가능성. | 6,700                             | 7         |
| 1986년 5월 4일   | 함-위엔트로프, 서독                                                                 | 실험용 THTR-300 원자로에서 소량의 핵분열 생성물(0.1 GBq Co-60, Cs-137, Pa-233)이 주변 지역으로 방출되었다. | 0 | 267                               |           |
| 1986년 12월 9일  | 서리 (버지니아주), 미국                                                             | 서리 원자력 발전소에서 급수관 파열로 4명의 작업자가 사망했다. | 4 |                                   |           |
| 1987년 3월 31일  | 델타 (펜실베이니아주), 펜실베이니아주, 미국                                         | 냉각기 오작동 및 설명할 수 없는 장비 문제로 인해 피치바텀 원자력 발전소 2호기와 3호기가 강제 정지되었다. | 0 | 400                               |           |
| 1987년 12월 19일 | 라이커밍 (뉴욕), 뉴욕주, 미국                                                       | 오작동으로 인해 나이아가라 모호크 파워 코퍼레이션은 나인 마일 포인트 원자력 발전소 1호기를 폐쇄해야 했다. | 0 | 150                               |           |
| 1989년 3월 17일  | 러스비 (메릴랜드주), 메릴랜드주, 미국                                               | 칼버트 클리프스 원자력 발전소 1호기와 2호기 검사에서 가압 히터 슬리브에 균열이 발견되어 장기 가동 중단을 강요했다. | 0 | 120                               |           |
| 1989년 10월 19일 | 방델로스, 스페인                                                                    | 방델로스 원자력 발전소 1호기에서 화재로 인해 냉각 시스템이 손상되어 노심 용융에 가까워졌다. 냉각 시스템은 노심 용융 전에 복구되었지만, 수리 비용이 높아 발전소는 폐쇄되어야 했다. | 0 | 220                               | 3         |
| 1992년 3월       | 소스노비보르, 레닌그라드주, 러시아                                                  | 소스노비보르 원자력 발전소에서 연료 채널 파열로 인해 방사성 아이오딘이 공기 중으로 누출되는 사고가 발생했다. | |                                   |           |
| 1996년 2월 20일  | 워터포드, 코네티컷주, 미국                                                          | 누출 밸브로 인해 밀스톤 원자력 발전소 1호기와 2호기가 폐쇄되었고, 다수의 장비 고장이 발견되었다. | 0 | 254                               |           |
| 1996년 9월 2일   | 크리스탈 리버, 플로리다주, 미국                                                     | 공장 설비 오작동으로 인해 크리스탈 리버 3호기 원자력 발전소가 폐쇄되고 대규모 수리가 진행되었다. | 0 | 384                               |           |
| 1999년 12월 27일 | 지롱드, 프랑스                                                                      | 발전소 침수로 인해 1999년 블레예 원자력 발전소 홍수가 발생하여 블레예 원자력 발전소에서 여러 안전 시스템이 고장났다. | 0 |                                   | 2         |
| 1999년 9월 30일  | 이바라키현, 일본                                                                    | 도카이촌 방사능 누출사고로 2명의 작업자가 사망하고 1명이 허용 한도를 초과하는 방사선에 노출되었다. | 2 | 54                                | 4         |
| 2002년 2월 16일  | 오크하버 (오하이오주), 미국                                                         | 원자로 용기 헤드의 심각한 부식으로 데이비스-베세 원자력 발전소 원자로가 24개월 동안 가동 중단되었다. | 0 | 143                               | 3         |
| 2003년 4월 10일  | 퍽시, 헝가리                                                                        | 퍽시 원자력 발전소 2호기에서 부식 세척 중 핵연료봉이 붕괴되어 방사성 가스가 누출되었다. 18개월 동안 가동이 중단되었다. | 0 |                                   | 3\|       |
| 2004년 8월 9일   | 후쿠이현, 일본                                                                      | 미하마 원자력 발전소에서 증기 폭발로 4명의 작업자가 사망하고 7명이 부상당했다. | 4 | 9                                 | 1         |
| 2006년 7월 25일  | 포스마크, 스웨덴                                                                    | 포스마크 원자력 발전소에서 전기 고장으로 인해 원자로 냉각에 중요한 안전 시스템에서 여러 고장이 발생했다. | 0 | 100                               | 2         |
| 2011년 3월 11일  | 후쿠시마, 일본                                                                      | 후쿠시마 제1 원자력 발전소 사고는 쓰나미로 인해 후쿠시마 제1 원자력 발전소의 3개 활성 원자로가 침수되고 손상되어 2명의 작업자가 익사했다. 백업 전력 상실은 과열, 노심 용융 및 대피를 초래했다. 한 남성은 청소 작업 중 장비를 나르다 갑자기 사망했다. 발전소의 4, 5, 6호기는 당시 비활성 상태였다.                                     | 1명 및 3건 이상의 산업 재해; 그리고 주로 병들거나 고령의 대피 스트레스로 인한 사망자 다수                                                     | 1,255–2,078 (2018 est.)           | 7         |
| 2011년 9월 12일  | 마르쿨, 프랑스                                                                      | 마르쿨 핵 시설의 폭발로 1명이 사망하고 4명이 부상당했으며, 1명은 중상을 입었다. 폭발은 금속 폐기물을 녹이는 데 사용되는 용광로에서 발생했다. | 1 |                                   |           |

## 원자로 공격
원자력 발전소의 고의적 공격에 대한 취약성은 원자력 안전 및 보안 분야에서 우려되는 사항이다. 원자력 발전소, 민간 연구 원자로, 특정 해군 연료 시설, 우라늄 농축 공장, 연료 제조 공장, 그리고 잠재적으로 우라늄 광산까지도 광범위한 방사능 오염을 초래할 수 있는 공격에 취약하다. 공격 위협은 여러 일반적인 유형으로 나뉜다: 비활성화될 경우 원자로 노심 용융 또는 광범위한 방사능 확산으로 이어질 수 있는 장비에 대한 특공대와 같은 지상 기반 공격, 항공기가 원자로 단지에 충돌하는 것과 같은 외부 공격, 또는 사이버 공격.
미국 9/11 위원회는 원자력 발전소가 원래 9·11 테러의 잠재적 목표물로 고려되었다는 사실을 발견했다. 테러 단체가 원자력 발전소의 안전 시스템을 충분히 손상시켜 노심 용융을 일으키거나, 사용후 핵연료 저장고를 충분히 손상시킬 수 있다면, 그러한 공격은 광범위한 방사능 오염을 초래할 수 있다. 미국 과학자 연맹은 원자력 발전 사용이 크게 확대되려면 핵 시설이 환경으로 방사능을 방출할 수 있는 공격으로부터 극도로 안전하게 만들어져야 한다고 말했다. 새로운 원자로 설계는 피동형 원자력 발전소의 특징을 가지고 있어 도움이 될 수 있다. 미국에서는 NRC가 모든 원자력 발전소(NPP) 부지에서 최소 3년에 한 번 "대항 훈련(Force on Force)"을 실시한다.
원자로는 군사 분쟁 중 선호되는 표적이 되며 1980년부터 2007년까지 군사 공습, 점령, 침공 및 작전 중에 반복적으로 공격을 받았다. 1980년 이후 평화 단체인 쟁기날 그룹의 다양한 시민 불복종 행위는 핵무기 시설이 어떻게 침투될 수 있는지를 보여주었으며, 이 그룹의 행동은 미국 핵무기 공장의 보안에 대한 특별한 위반을 나타낸다. 국가핵보안국은 2012년 쟁기날 행동의 심각성을 인정했다. 핵 비확산 정책 전문가들은 "정부의 가장 위험한 군사 물질을 제조하고 저장하는 시설의 보안을 민간 계약자에게 맡기는 것"에 의문을 제기했다. 암시장의 핵무기 물질은 전 세계적인 관심사이며, 주요 도시에서 무장 단체에 의한 작고 조악한 핵무기 또는 더러운 폭탄의 폭발로 인해 상당한 인명 및 재산 손실이 발생할 수 있다는 우려가 있다.
사이버 공격의 수와 정교함이 증가하고 있다. 스턱스넷은 2010년 6월에 발견된 컴퓨터 웜으로, 미국과 이스라엘이 이란의 핵 시설을 공격하기 위해 만든 것으로 추정된다. 이는 안전 장치를 끄고 원심분리기가 통제 불능 상태로 회전하게 만들었다. 대한민국의 핵 발전소 운영사인 한국수력원자력(KHNP)의 컴퓨터가 2014년 12월 해킹당했다. 사이버 공격에는 악성 코드가 포함된 수천 건의 피싱 이메일이 포함되었고, 정보가 유출되었다.
2022년 3월, 에네르호다르 전투는 자포리자 원자력 발전소에 손상을 입혔고 러시아군이 통제권을 장악하면서 훈련 단지에서 화재가 발생하여 핵 오염에 대한 우려를 높였다. 2022년 9월 6일, IAEA 사무총장 라파엘 그로시는 유엔 안전보장이사회에 공장 주변에 핵 안전 및 보안 보호 구역을 설정할 것을 요청하고 "핵 안전 및 보안을 위한 7가지 원칙이 모두 현장에서 침해되었다"는 자신의 조사 결과를 재차 강조했다.

## 방사선 및 기타 사고와 사건

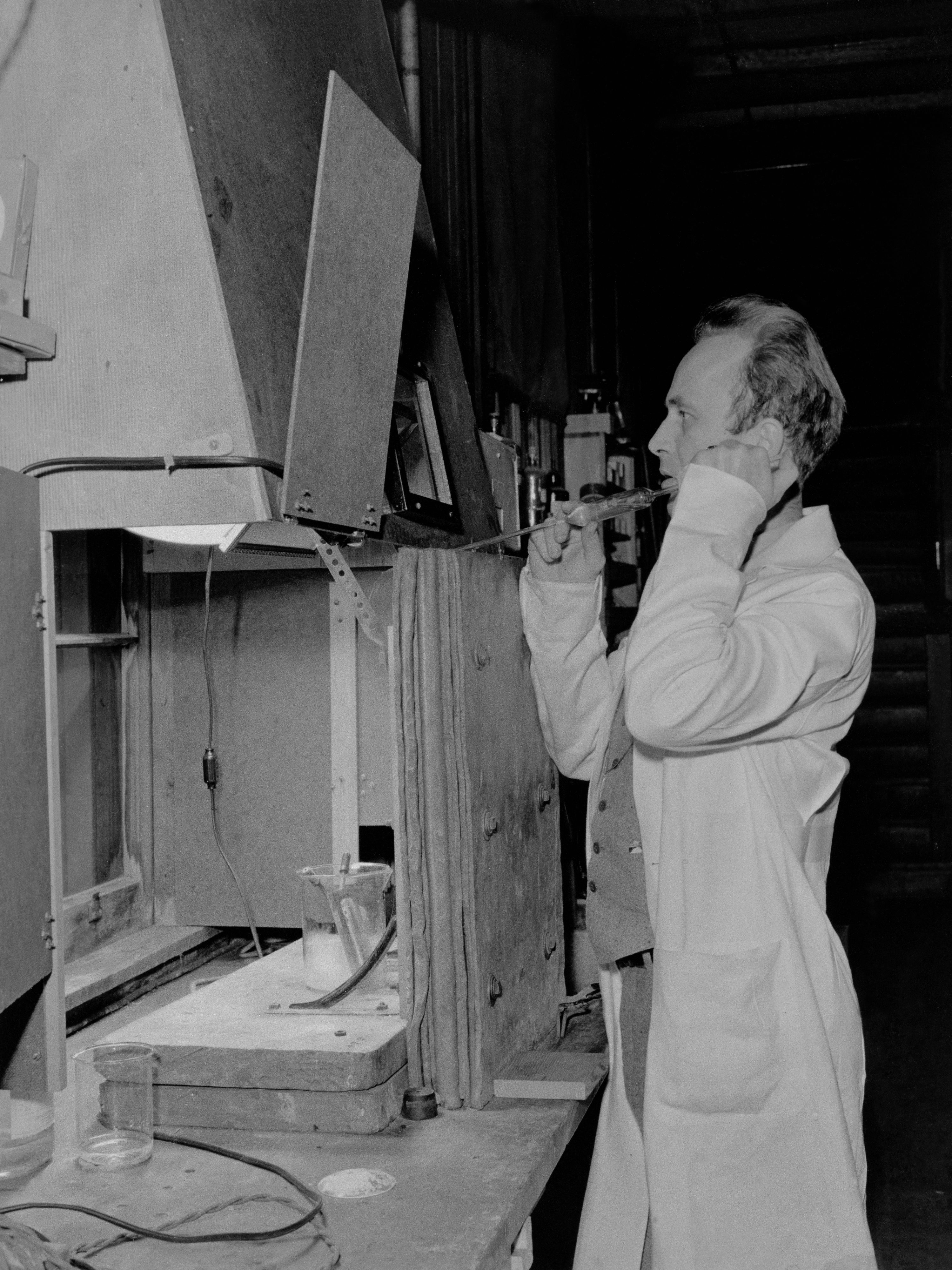
조지프 G. 해밀턴 박사는 1944년부터 1947년까지 U.C. 샌프란시스코에서 실시된 인간 플루토늄 실험의 주요 연구원이었다. 해밀턴은 1950년 제안된 실험이 "부헨발트의 느낌이 약간 있다"는 이유로 AEC가 "상당한 비판"을 받을 수 있으므로 추가적인 인간 실험을 단념시키기 위한 메모를 작성했다.

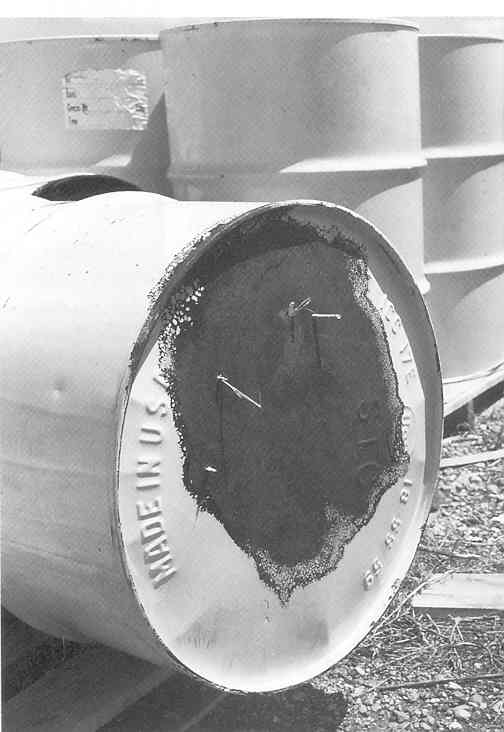
록키 플랫 공장에서 방사성 폐기물을 저장하는 데 사용되는 부식되어 누출되는 55갤런 드럼. 바닥이 보이도록 옆으로 기울어져 있다.

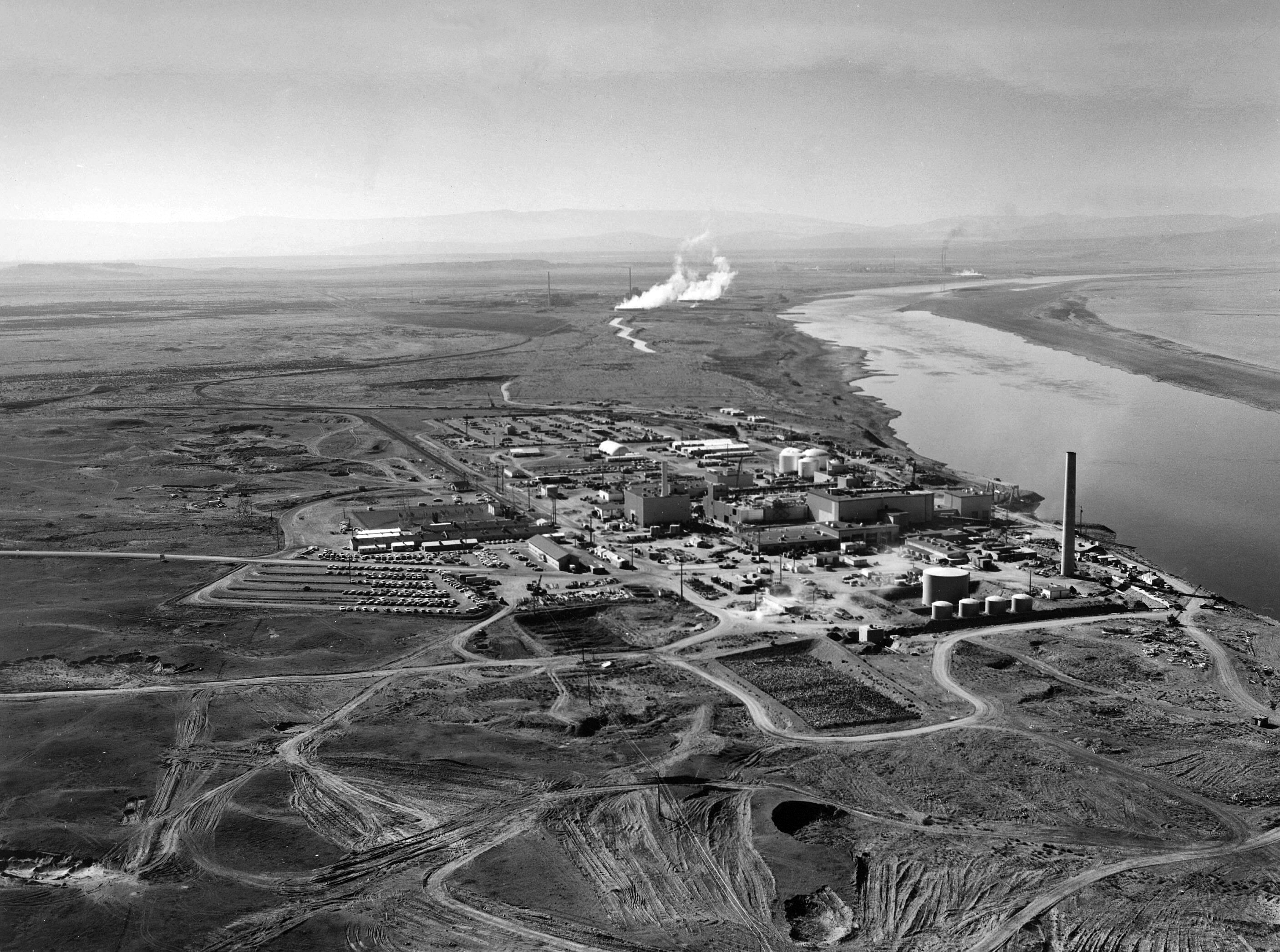
핸퍼드 사이트는 미국의 고준위 방사성 폐기물 부피의 3분의 2를 차지한다. 1960년 1월, 컬럼비아강을 따라 핸퍼드 사이트에 원자로들이 강변을 따라 줄지어 있다.

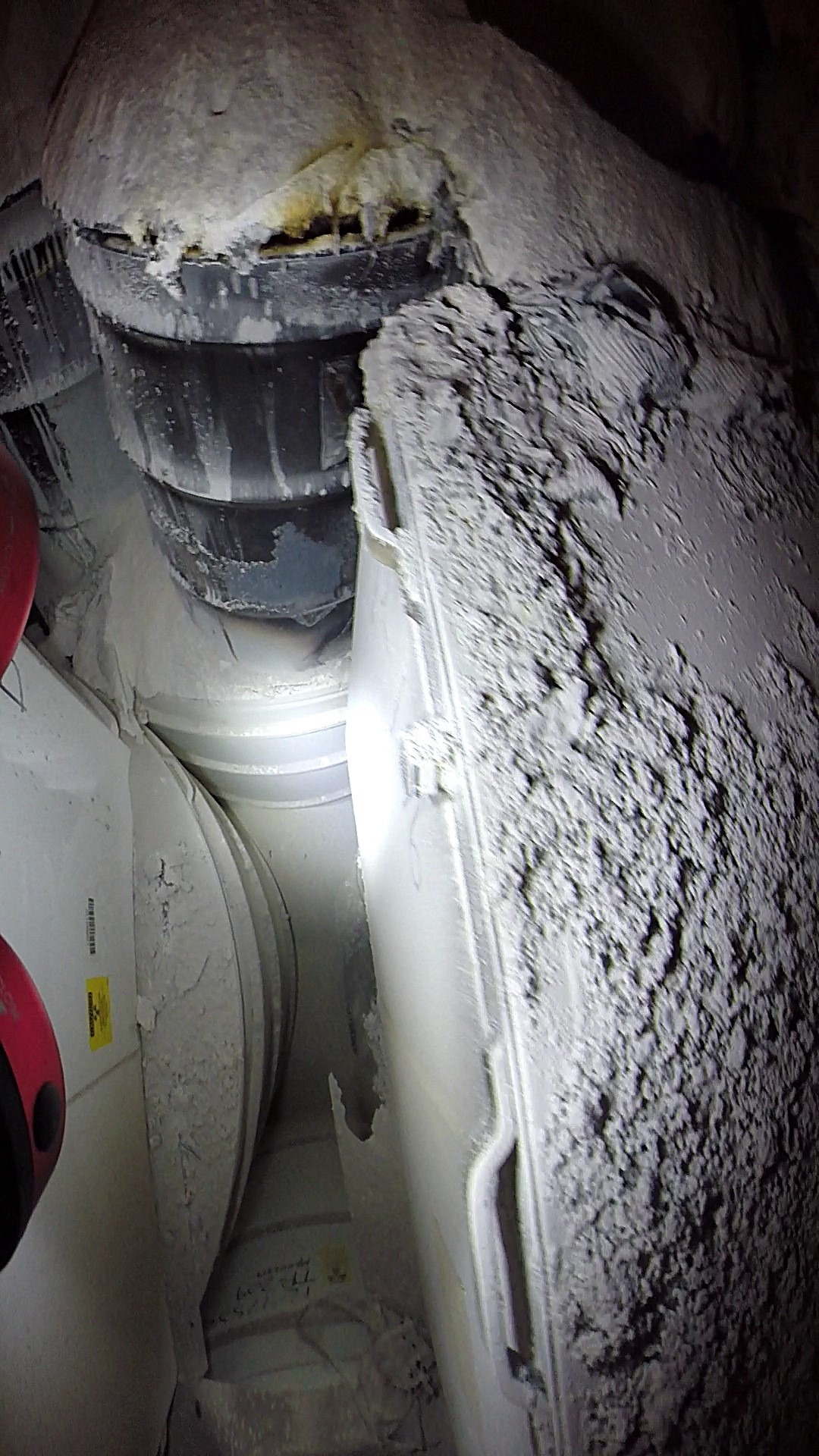
2014년 2월 14일, WIPP에서 손상된 저장 드럼에서 방사성 물질이 누출되었다(사진 참조). DOE의 여러 사고 분석 결과, 시설에 "안전 문화"가 부족한 것으로 나타났다.

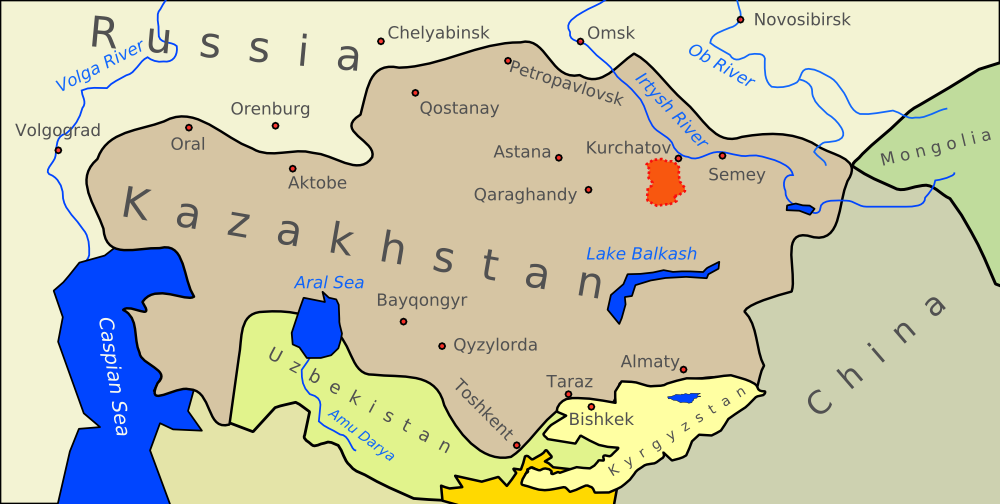
웨일스 면적에 해당하는 18,000 km^{2}에 달하는 세미팔라틴스크 핵 실험장의 넓이(빨간색으로 표시). 소련은 1949년부터 1989년까지 세미팔라틴스크에서 456번의 핵실험을 실시했으며, 지역 주민이나 환경에 미치는 영향은 거의 고려하지 않았다. 방사선 노출의 완전한 영향은 소련 당국에 의해 오랫동안 숨겨져 있었으며, 1991년 핵실험장이 폐쇄된 이후에야 밝혀졌다.

2007년 ISO 방사선 위험 기호. 빨간색 배경은 긴급한 위험을 전달하기 위한 것이며, 이 표시는 예외적으로 강렬한 방사선장이 발생하거나 오용 또는 조작으로 인해 생성될 수 있는 장소나 장비에 사용될 의도이다. 정상적인 사용자는 이러한 표시를 볼 일이 없지만, 장비를 부분적으로 해체하면 이 표시가 노출되어 작업자가 작업을 중단하고 현장을 떠나야 함을 경고한다.

심각한 방사선 및 기타 사고와 사건은 다음과 같다.
1940년대
- 1945년 5월: 앨버트 스티븐스는 인간 방사선 실험의 여러 대상 중 한 명이었으며, 자신의 지식이나 정보에 입각한 동의 없이 플루토늄을 주사받았다. 스티븐스는 플루토늄 실험 동안 가장 높은 방사선량을 받은 사람이었지만, 연구 대상이 된 첫 번째 또는 마지막 사람은 아니었다. 4세에서 69세 사이의 18명이 플루토늄을 주사받았다. 실험에 선택된 대상자들은 불치병 진단을 받았다. 그들은 주사 후 6일부터 44년까지 생존했다.[57] 18명 중 8명은 주사 후 2년 이내에 사망했다.[57] 한 명의 사망 원인은 불명이었지만, 윌리엄 모스와 로저 엑하르트의 보고서는 "환자 중 누구도 플루토늄 주사에 기인한다고 볼 수 있는 이유로 사망했다는 증거는 없다"고 결론 내렸다.[57] 로체스터, 시카고, 오크리지의 환자들도 맨해튼 계획 인간 실험에서 플루토늄을 주사받았다.[57][61][62]
- 1945년 8월 6일~9일: 해리 S. 트루먼 대통령의 명령에 따라 우라늄 총신형 폭탄인 리틀 보이가 일본 히로시마 시에 사용되었다. 플루토늄 내파형 폭탄인 팻 맨은 나가사키 시에 사용되었다. 두 무기는 약 12만에서 14만 명의 민간인과 군인을 즉사시켰고, 수천 명이 방사선병과 관련 암으로 수년간 사망했다.
- 1945년 8월: 미국 로스앨러모스 국립연구소에서 임계 사고 발생. 해리 더그힐란 사망.[63]
- 1946년 5월: 로스앨러모스 국립연구소에서 임계 사고 발생. 루이스 슬로틴 사망.[63]

1950년대
- 1950년 2월 13일: 콘베어 B-36B가 마크 4 핵폭탄을 투하한 후 브리티시컬럼비아주 북부에서 추락했다. 이는 역사상 최초의 핵무기 손실이었다.
- 1952년 12월 12일: NRX AECL 초크 리버 연구소, 캐나다 온타리오. 부분 노심 용융, 약 10,000 큐리 방출.[64] 약 1202명이 2년간의 정화 작업에 참여했다.[65] 미래 대통령 지미 카터는 사고 수습을 도운 많은 사람들 중 한 명이었다.[66]
- 1953년 3월 15일: 마야크, 구 소련. 임계사고. 공장 직원의 오염이 발생했다.[63]
- 1954년 3월 1일: 1954년 15Mt 캐슬 브라보 폭발은 많은 태평양 섬들, 특히 사람이 살고 있거나 대피하지 않은 일부 섬들에 상당한 낙진을 확산시켰다.[67]
  - 1954년 3월 1일: 일본 어선 제5후쿠류마루가 캐슬 브라보의 낙진으로 오염되어 1명 사망.
  - 1954년 3월 2일: 미국 해군 유조선 USS 파타스코가 에네웨타크 환초에서 진주만으로 항해 중 캐슬 브라보의 낙진으로 오염되었다.
- 1957년 9월: 록키 플랫 공장에서 플루토늄 화재가 발생하여 빌딩 71이 오염되고 플루토늄이 대기 중으로 방출되어 81만 8,600달러의 피해를 입었다.
- 1957년 5월 21일: 마야크, 구 소련. SCR 공장에서 임계 사고 발생. 농축 우라늄이 함유된 수집 옥살레이트 디캔테이트의 임계 질량을 실린더 용기에서 다른 우라늄 농도로 결정하기 위한 실험을 수행했다. 직원들이 YADM(핵분열성 물질) 작업 규칙 및 지침을 위반했다. SCR 직원은 300에서 1,000 렘의 선량을 받았다(여성 4명, 남성 2명). 여성 1명이 사망했다.[63]
- 1957년 9월 29일: 키시팀 사고: 러시아 마야크 공장에서 핵폐기물 저장 탱크 폭발. 즉시 사망자는 없었지만, 주변 지역의 방사능 오염으로 인해 최대 200명 이상의 암 사망자가 발생했을 수 있으며, 27만 명이 위험한 방사선 수준에 노출되었다. 1958년에서 1991년 사이에 30개 이상의 작은 마을들이 소련 지도에서 사라졌다.[68] (INES 레벨 6)[32]
- 1957년 10월: 윈드스케일 화재, 영국. "플루토늄 더미"(공랭식, 흑연 감속, 우라늄 연료 원자로로 플루토늄 및 동위원소 생산에 사용됨)에 불이 붙어 주변 낙농장을 오염시켰다.[10][69] 추정치로 33명의 암 사망자.[10][69]
- 1957~1964년: 산타 수산나 현장 연구소에 위치한 로켓다인은 로스앤젤레스, 캘리포니아 북쪽 30마일에 10개의 실험용 원자로를 운영했다. 노심 용융을 포함한 수많은 사고가 발생했다. 그 시대의 실험용 원자로는 현대 원자로를 보호하는 것과 같은 유형의 격납 건물을 가질 필요가 없었다. 로켓다인에서 발생한 사고가 발생한 냉전 시대 동안, 이러한 사건들은 에너지부에서 공개적으로 보고되지 않았다.[70]
- 1958년: 캐나다 초크 리버의 국립 연구 만능 원자로(NRU)에서 연료 파열 및 화재 발생.
- 1958년 2월 10일: 마야크, 구 소련. SCR 공장에서 임계 사고 발생. 원통형 용기에서 농축 우라늄의 임계 질량을 다른 농도의 우라늄 용액으로 결정하기 위한 실험을 수행했다. 직원들이 YADM(핵분열성 물질) 작업 규칙 및 지침을 위반했다. SCR 직원은 7,600에서 13,000 렘의 선량을 받았다. 3명이 사망했고, 1명은 방사선병에 걸려 실명했다.[63]
- 1958년 10월 15일: 유고슬라비아 빈차. 새로 설치된 원자로에서 임계 사고가 발생했다. 6명의 젊은 연구원들이 고선량의 방사선에 노출되었고, 이후 파리의 "키리" 연구소에서 치료를 받았으며 그 중 한 명은 사망했다.
- 1958년 12월 30일: 로스앨러모스 국립연구소에서 세실 켈리 임계 사고 발생.[63][71]
- 1959년 3월: 산타 수산나 현장 연구소, 로스앤젤레스, 캘리포니아주. 연료 처리 시설에서 화재 발생.
- 1959년 7월: 산타 수산나 현장 연구소, 로스앤젤레스, 캘리포니아주. 부분 노심 용융.
- 1959년 10월 15일, B-52 한 대가 2개의 핵무기를 싣고 켄터키주 하딘스버그 근처에서 KC-135 급유기와 공중에서 충돌했다. 핵폭탄 중 하나가 화재로 손상되었지만 두 무기 모두 회수되었다.[72]

1960년대
- 1960년 6월 7일: 1960년 포트 딕스 IM-99 사고로 CIM-10 보마크 핵 미사일과 셸터가 파괴되고 뉴저지 보마크 미사일 사고 현장이 오염되었다.
- 1961년 1월 24일: 1961년 골즈버러 B-52 추락 사고는 노스캐롤라이나주 골즈버러 근처에서 발생했다. 두 개의 마크 39 핵폭탄을 싣고 있던 B-52 스트래토포트리스가 공중에서 분해되어 핵 탑재물을 떨어뜨렸다.[73]
- 1961년 7월: 소비에트 잠수함 K-19 사고. 8명 사망, 30명 이상이 방사선 과다 노출.[74]
- 1962년 7월 6일 세단 핵 실험에서 33 PBq의 방사성 아이오딘-131 및 기타 방사성 물질이 우연히 방출되었다.
- 1962년 3월 21일~8월: 멕시코시티 방사선 사고, 4명 사망.
- 1964년 7월 23일: 우드 리버 정션 임계 사고. 1명 사망.
- 1964, 1969년: 산타 수산나 현장 연구소, 로스앤젤레스, 캘리포니아주. 부분 노심 용융.
- 1965년 필리핀해 A-4 추락 사고, 핵무기를 탑재한 스카이호크 공격기가 바다에 추락했다.[75] 조종사, 항공기, 그리고 B43 핵폭탄은 회수되지 않았다.[76] 펜타곤이 1메가톤 폭탄의 손실을 공개한 것은 1980년대에 이르러서였다.[77]
- 1965년 10월: 미국 CIA 주도의 원정대가 난다 데비에 핵 동력 원격 측정 중계 청취 장치를 버리고 떠났다.[78]
- 1966년 1월 17일: 1966년 팔로마레스 B-52 추락사고가 미국 공군의 B-52G 폭격기가 공중 급유 중 KC-135 유조기와 스페인 해안 상공에서 충돌하여 발생했다. KC-135는 연료가 발화하여 완전히 파괴되었고, 승무원 4명 전원이 사망했다. B-52G는 파손되어 승무원 7명 중 3명이 사망했다.[79] B-52G가 운반하던 Mk28형 수소폭탄 4개 중[80] 3개는 스페인 알메리아 근처 육상에서 발견되었다. 두 무기 내부의 비핵폭발물이 지면에 충돌하면서 폭발하여 방사성 플루토늄으로 2-제곱킬로미터 (490 ac) (0.78제곱마일) 면적의 지역이 오염되었다.[81] 지중해에 떨어진 네 번째 폭탄은 21⁄2개월 간의 수색 끝에 온전한 상태로 회수되었다.[82]
- 1968년 1월 21일: 1968년 툴레 공군기지 B-52 추락사고는 미국 공군 (USAF) B-52 폭격기와 관련되었다. 항공기는 수소폭탄 4개를 싣고 있었는데, 기내 화재로 승무원들이 항공기를 버릴 수밖에 없었다. 6명의 승무원은 안전하게 탈출했지만, 사출 좌석이 없는 1명은 탈출을 시도하다 사망했다. 폭격기는 그린란드의 해빙에 추락하여 핵 탑재물이 파열 및 분산되어 광범위한 방사능 오염을 초래했다.
- 1968년 5월: 소련 잠수함 K-27 원자로가 거의 노심 용융 상태에 이르렀다. 9명이 사망하고 83명이 부상을 입었다.[14]
- 1968년 8월: 소련 핵탄도미사일 잠수함 개발 프로그램 프로젝트 667A. 핵 추진 양키급 잠수함 K-140이 세베로드빈스크 해군 조선소에서 수리 중이었다. 8월 27일, 함정 업그레이드 작업 후 원자로 출력이 통제 불능 상태로 증가했다. 제어봉이 더 높은 위치로 올라가면서 원자로 중 하나가 자동으로 가동되었다. 출력은 정상의 18배로 증가했으며, 원자로의 압력 및 온도 수준은 정상의 4배로 증가했다. 원자로의 자동 가동은 제어봉 전기 케이블의 잘못된 설치와 운전자 오류로 인해 발생했다. 함정 내부의 방사선 수준은 악화되었다.
- 1968년 12월 10일: 구 소련의 마야크 재처리 공장. 임계 사고가 발생했다. 위험한 기하학적 구조를 가진 원통형 용기에 플루토늄 용액이 부어졌다. 1명이 사망했고, 다른 1명은 높은 방사선량과 방사선병을 겪었으며, 이후 두 다리와 오른팔이 절단되었다.[63]
- 1969년 1월: 스위스의 루센스 원자로가 부분 노심 용융을 겪어 동굴의 대규모 방사능 오염을 초래했다.

1970년대
- 1974년~1976년: 콜럼버스 방사선 치료 사고, 코발트-60 선원으로부터 10명이 사망하고 88명이 부상을 입었다.[14][83]
- 1978년 7월: 아나톨리 부고르스키는 U-70, 즉 소련에서 가장 큰 입자 가속기에서 작업 중이었는데, 우연히 머리를 양자선에 직접 노출시켰다. 그는 일부 장기적인 손상을 입었음에도 불구하고 살아남았다.
- 1979년 7월: 미국 뉴멕시코주의 처치록 우라늄 제련소 방사능 유출사고는 유나이티드 뉴클리어 코퍼레이션의 우라늄 광산 폐기물 처리 연못의 댐이 붕괴되면서 발생했다. 1,000톤 이상의 방사성 제련 폐기물과 수백만 갤런의 광산 폐수가 푸에르코강으로 흘러들어 오염물질이 하류로 퍼져나갔다.[84]

1980년대
- 1980년~1989년: 크라마토르스크 방사선 사고는 우크라이나 소비에트 사회주의 공화국 크라마토르스크에서 발생했다. 1989년, 아파트 건물 콘크리트 벽 내부에서 고방사성 세슘-137을 포함하는 작은 캡슐이 발견되었다. 건물 거주자 6명은 백혈병으로 사망했고 18명은 다양한 방사선량을 받았다. 이 사고는 거주자들이 보건물리학자를 불렀을 때에야 비로소 감지되었다.
- 1980년: 휴스턴 방사선 치료 사고, 7명 사망.[14][83]
- 1982년 10월 5일: 아제르바이잔 바쿠, 소련에서 방사선원 분실. 5명 사망, 13명 부상.[14]
- 1984년 3월: 모로코 방사선 사고, 분실된 이리듐-192 선원에서 방사선에 과다 노출되어 8명 사망.[17]
- 1984년:
  - 퍼널드 연료 생산 센터는 공장이 수백만 파운드의 우라늄 먼지를 대기 중으로 방출하여 주변 지역의 주요 방사능 오염을 유발하고 있다는 사실이 알려지면서 악명을 얻었다. 같은 해, 39세의 배관공인 직원 데이브 복스가 시설의 야간 근무 중 실종되었고 나중에 실종 신고되었다. 결국, 그의 유해는 공장 6에 위치한 우라늄 처리로 내부에서 발견되었다.[85]
  - 시우다드후아레스 코발트-60 오염 사고는 불법으로 방사선 치료 장치를 구입한 민간 의료 회사가 이를 고물상에 판매하여 나중에 철근을 생산하기 위해 제련되면서 발생했다. 이 철근은 멕시코와 미국 전역의 여러 도시에 유통되어 사용되었고 약 4천 명의 사람들을 방사선에 노출시켰다.[86]
- 1985년~1987년: Therac-25 사고. 방사선 치료 기계가 6건의 사고에 연루되어 환자들이 대량의 방사선 과다 복용에 노출되었다. 4명 사망, 2명 부상.[87]
- 1985년 8월: 소련 잠수함 K-431 사고. 10명이 사망하고 49명이 방사선 부상을 입었다.[11]
- 1986년 1월 4일: 세쿼야 연료 회사의 과부하된 탱크가 파열되어 14.5톤의 육불화우라늄 가스(UF6)를 방출하여 작업자 1명이 사망하고 37명의 다른 작업자가 입원했으며, 약 100명이 하류 지역에 영향을 받았다.[88][89][90]
- 1986년 4월 26일: 체르노빌 원자력 발전소 사고: 인간의 실수로 원자로가 노심 용융되어 잔해에 2명이 사망하고 급성방사선증후군으로 28명이 사망했다.
- 1986년 10월: 소련 잠수함 K-219 원자로가 거의 노심 용융 상태에 이르렀다. 세르게이 프레미닌은 제어봉을 수동으로 내리고 폭발을 막으려다 사망했다. 잠수함은 3일 후 침몰했다.
- 1987년 9월: 고이아니아 방사능 유출사고. 4명이 사망했으며, 10만 명 이상에 대한 방사능 검진 결과 249명이 세슘-137 노출로 심각한 방사능 오염을 받은 것으로 확인되었다.[18][91] 정화 작업에서 여러 곳의 겉흙을 제거해야 했고, 여러 주택이 철거되었다. 해당 주택 내부의 모든 물건은 제거되어 검사되었다. 타임지는 이 사고를 세계 "최악의 핵 재앙" 중 하나로, 국제 원자력 기구는 "세계 최악의 방사능 사고" 중 하나로 규정했다.[91][92]
- 1989년: 엘살바도르 산살바도르; 코발트-60 조사 시설의 안전 규칙 위반으로 1명 사망.[93]

1990년대
- 1990년: 이스라엘 소렉; 코발트-60 조사 시설의 안전 규칙 위반으로 1명 사망.[93]
- 1990년 12월 16일: 사라고사 방사선 치료 사고. 11명 사망, 27명 부상.[74]
- 1991년: 벨라루스 네스비즈; 코발트-60 조사 시설의 안전 규칙 위반으로 1명 사망.[93]
- 1992년: 중국 지린; 코발트-60 조사 시설에서 3명 사망.[93]
- 1992년: 미국; 1명 사망.[93]
- 1993년 4월: 톰스크-7 재처리 단지에서 탱크가 질산으로 세척되던 중 폭발하여 방사성 가스 구름이 방출되는 사고가 발생했다. (INES 레벨 4).[32]
- 1994년: 에스토니아 탐미쿠; 폐기된 세슘-137 선원에서 1명 사망.[93]
- 1996년 8월~12월: 코스타리카 방사선 치료 사고. 13명 사망, 114명 과다 방사선 노출.[15]
- 1996년: 남아프리카공화국 펠린다바 연구 시설에서 작업자들이 방사선에 노출되는 사고가 발생했다. 해럴드 대니얼스와 여러 명의 다른 사람들이 노출과 관련된 암과 방사선 화상으로 사망했다.[94]
- 1997년 6월: 러시아 사로프; 안전 규칙 위반으로 1명 사망.[93]
- 1998년 5월: 아세리녹스 사고는 스페인 남부에서 발생한 방사능 오염 사고였다. 세슘-137 선원이 아세리녹스 고철 재처리 공장의 모니터링 장비를 통과했다. 녹였을 때, 세슘-137은 방사성 구름을 방출했다.
- 1999년 9월: 도카이촌 방사능 누출사고 (일본) 임계 사고로 2명 사망.

2000년대
- 2000년 1월~2월: 사뭇쁘라깐 방사능 유출사고: 사뭇쁘라깐에서 코발트-60 방사선 치료 장비가 해체되던 중 3명 사망, 10명 부상.[19]
- 2000년 5월: 이집트 미트 할파; 방사선 촬영 사고로 2명 사망.[93]
- 2000년 8월~2001년 3월: 파나마 국립 종양 연구소, 17명 사망. 전립선암 및 자궁경부암 치료를 받던 환자들이 치명적인 방사선량을 받았다.[14][95]
- 2004년 8월 9일: 미하마 원자력 발전소 사고, 4명 사망. 파손된 파이프에서 뜨거운 물과 증기가 누출되었다 (실제 방사능 사고는 아님).[96]
- 2005년 5월 9일: 영국 셀라필드의 열 산화물 재처리 공장에서 고방사성 용액이 2차 격납 시설로 누출되는 사고가 발생했다고 발표되었다.[97]

2010년대
- 2010년 4월: 마야푸리 방사선 사고, 인도, 코발트-60 연구용 조사기가 고철상에게 팔려 해체되면서 1명 사망.[19]
- 2011년 3월: 일본 후쿠시마 제1 원자력 발전소 사고 및 후쿠시마 제1 원자력 발전소의 방사성 물질 방출.[98]
- 2014년 1월 17일: 나미비아 뢰싱 우라늄 광산에서 침출 탱크의 치명적인 구조적 결함으로 대규모 유출이 발생했다.[99] 프랑스 기반 연구소인 CRIIRAD는 광산 주변 지역에서 방사성 물질의 농도가 높아졌다고 보고했다.[100][101] 작업자들은 방사성 물질 취급의 위험성과 그로 인한 건강 영향에 대해 통보받지 못했다.[102][103][104]
- 2014년 2월 1일: 폐기물 격리 시험 시설 (WIPP) 부지(미국 뉴멕시코주 칼즈배드에서 동쪽으로 약 26마일(42km) 떨어진 곳)는 만 년 동안 지속되도록 설계되었으나, 처음으로 공기 중 방사성 물질 누출이 발생했다.[105][106] 당시 지하에서 작업 중이던 직원 140명은 실내에 대피했다. 이 중 13명은 내부 방사능 오염 양성 판정을 받아 향후 암이나 건강 문제의 위험이 증가했다. 첫 번째 누출 직후 두 번째 누출이 발생하여 플루토늄 및 기타 방사선 독성 물질이 방출되어 인근 지역 사회에 우려를 불러일으켰다. 드럼 파열의 원인은 로스앨러모스 국립연구소의 WCRRF 포장 시설에서 유기 고양이 모래를 사용한 것으로 추적되었으며, 드럼은 그곳에서 포장되어 선적 준비를 마쳤다.[107]
- 2019년 8월 8일: 뇽오크사 방사능 사고는 러시아 세베로드빈스크 근처 뇽오크사의 국가 중앙 해군 시험장에서 발생했다.

## 전 세계 핵무기 시험 요약

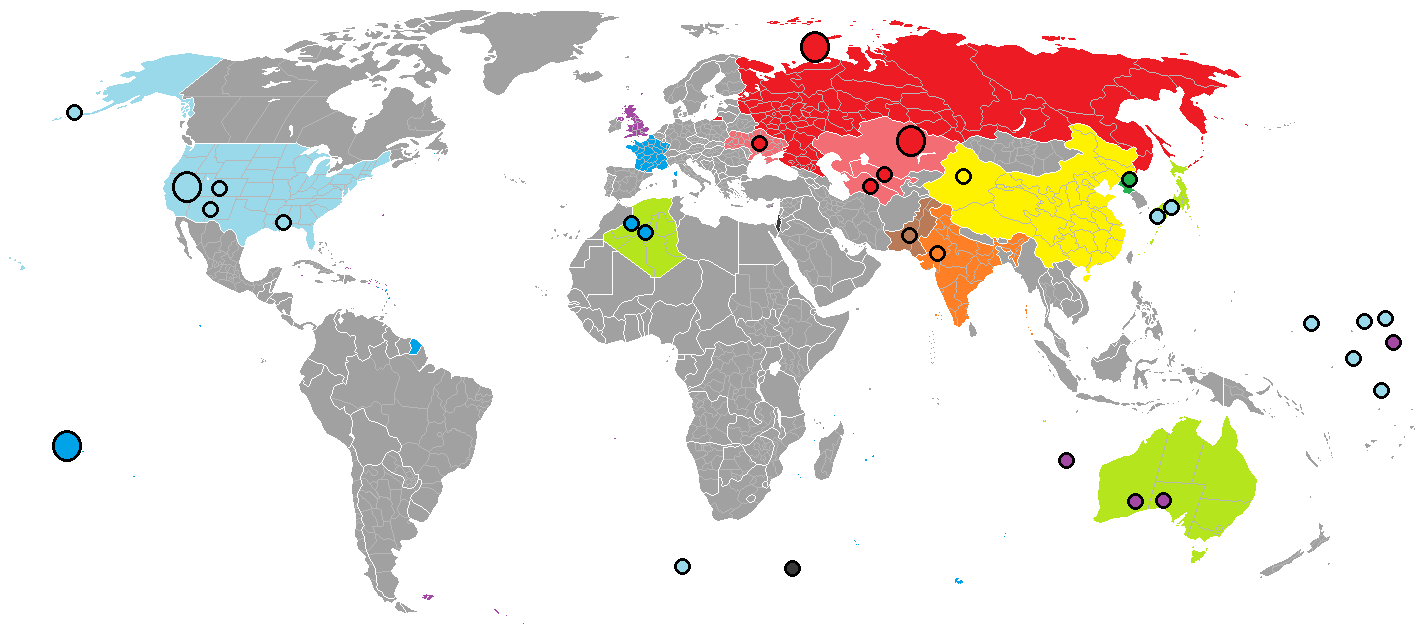
전 세계 10여 개 이상의 장소에서 2,000회 이상의 핵 실험이 실시되었다. (빨간색: 러시아/소련, 파란색: 프랑스, 연파란색: 미국, 보라색: 영국, 검은색: 이스라엘, 노란색: 중국, 주황색: 인도, 갈색: 파키스탄, 녹색: 북한, 연녹색: 호주(핵폭탄에 노출된 영토))

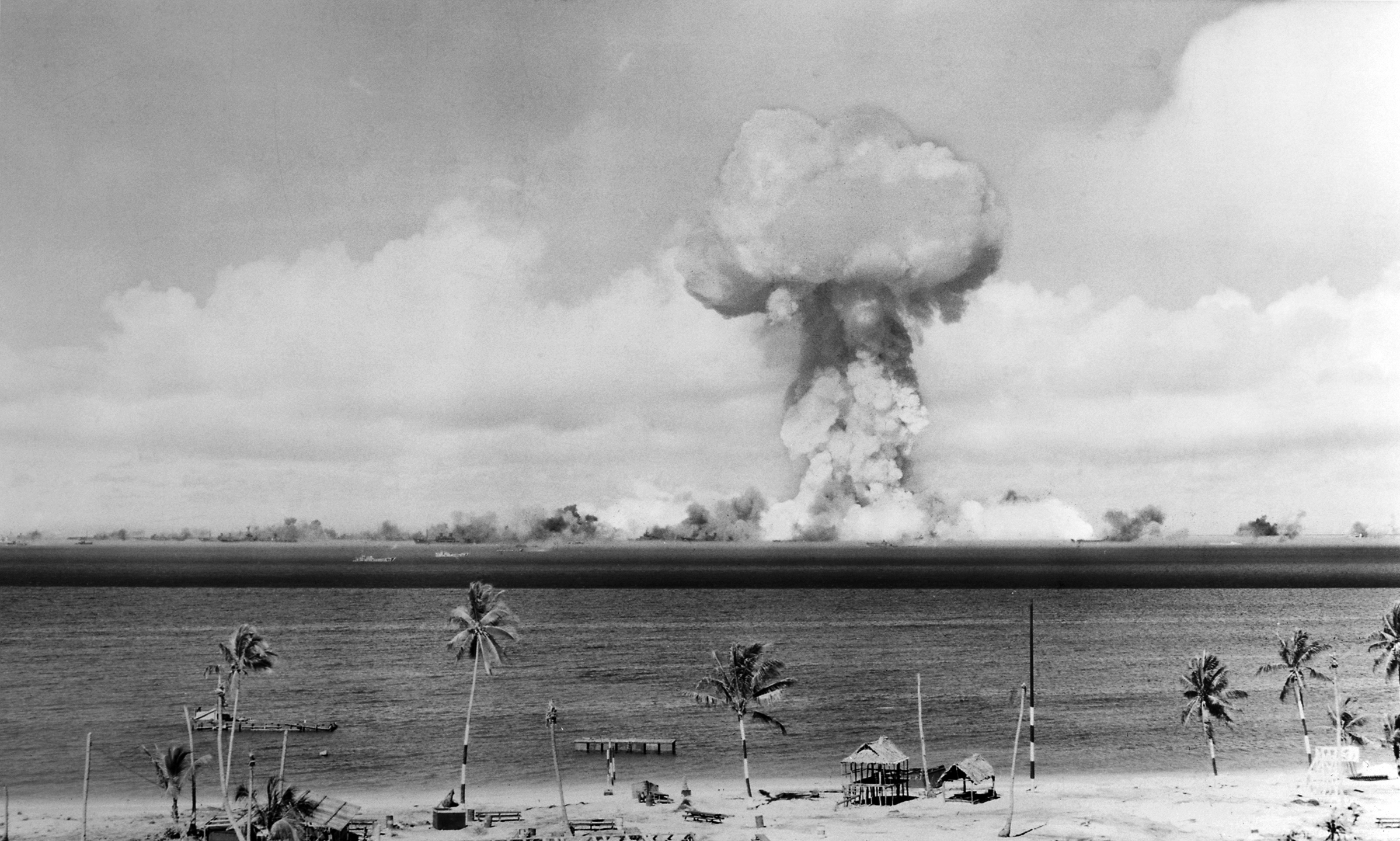
크로스로드 작전 에이블 시험, 1946년 7월 1일에 폭발한 23킬로톤 공중 투하 핵무기.

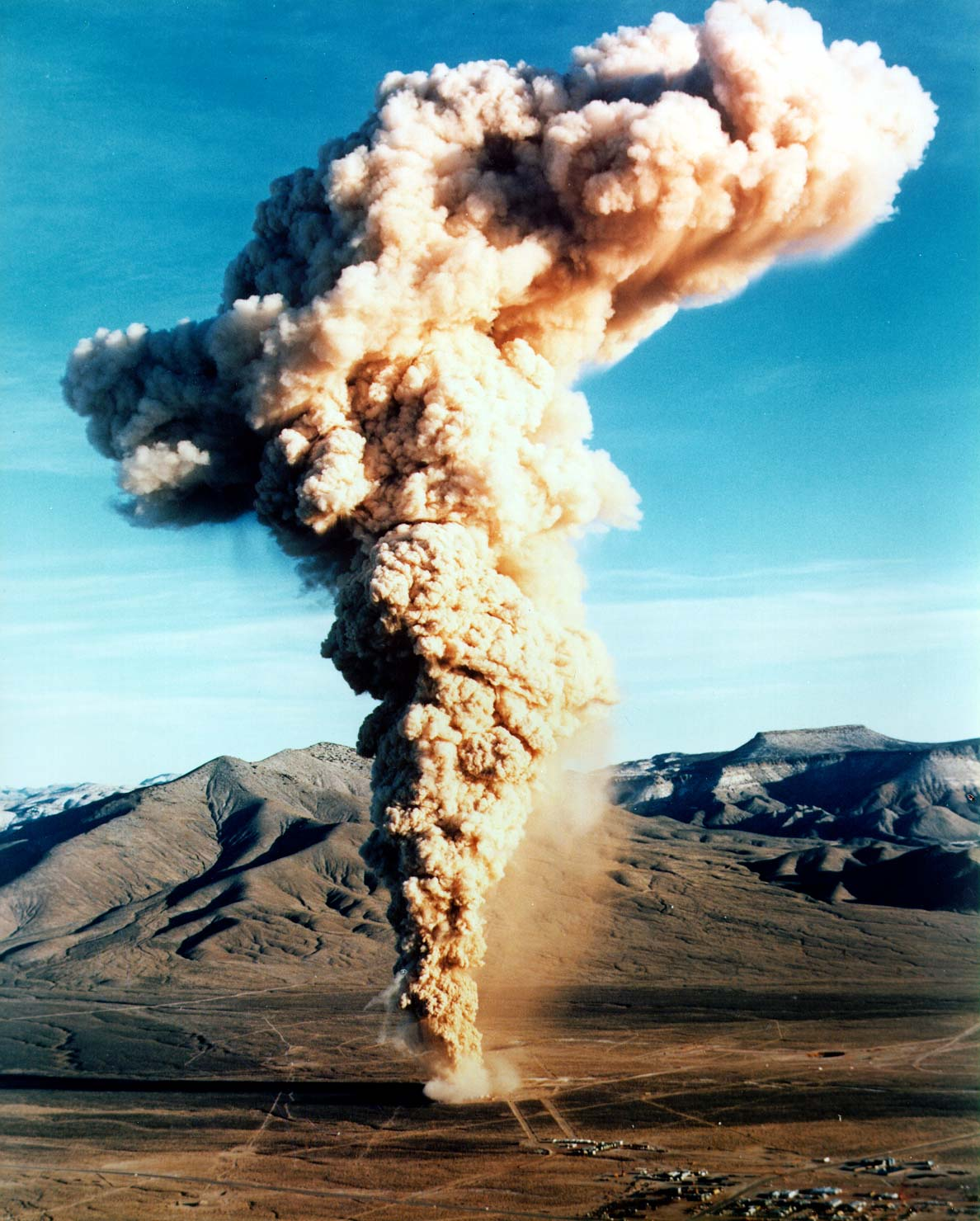
1970년 네바다 핵 실험장에서 실시된 베인베리 핵 실험에서 방사성 물질이 우발적으로 방출되었다.

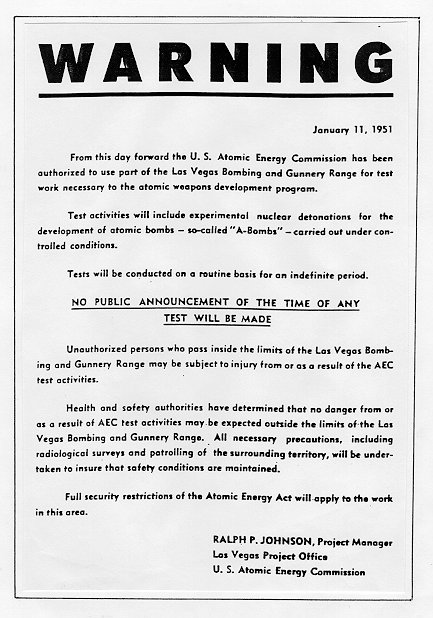
이 전단은 네바다 핵 실험장에서 첫 핵 장치가 폭발하기 16일 전에 배포되었다.

1945년 7월 16일부터 1992년 9월 23일까지 미국은 1958년 11월부터 1961년 9월까지의 모라토리엄을 제외하고 활발한 핵실험 프로그램을 유지했다. 공식적인 집계에 따르면 총 1,054회의 핵 실험과 2회의 핵 공격이 실시되었으며, 이 중 100회 이상이 태평양 지역에서, 900회 이상이 네바다 핵 실험장에서, 10회는 미국 내 기타 지역(알래스카주, 콜로라도주, 미시시피주, 뉴멕시코주)에서 실시되었다. 1962년 11월까지 대부분의 미국 실험은 대기 중(즉, 지상)에서 이루어졌으며, 부분적 핵실험 금지 조약이 채택된 후 모든 실험은 낙진 확산을 막기 위해 지하에서 규제되었다.

미국의 대기 핵 실험 프로그램은 여러 인구를 낙진의 위험에 노출시켰다. 노출된 사람들의 정확한 수와 정확한 결과를 추정하는 것은 의학적으로 매우 어려웠으며, 1954년 캐슬 브라보 사건의 경우 마셜 제도 주민과 일본 어부들의 고노출 사례는 예외였다. 네바다 핵 실험장의 풍하 지역 주민과 도시 거주자, 다양한 실험에 참여한 미군 병사 등 여러 미국 시민 단체가 노출에 대한 보상과 인정을 요구하며 소송을 제기했으며, 많은 경우 성공했다. 1990년 방사선 노출 보상법의 통과는 핵 실험 및 핵무기 시설 종사자와 관련된 보상 청구의 체계적인 제기를 가능하게 했다. 2009년 6월 현재 총 14억 달러 이상이 보상금으로 지급되었으며, 6억 6천만 달러 이상이 "다운윈더"에게 지급되었다.

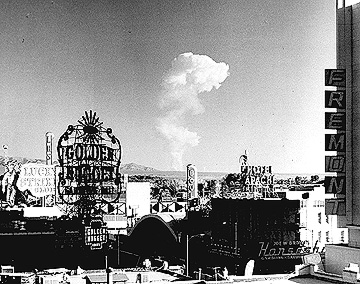
라스베이거스 시내 전경에 버섯 구름이 배경으로 보인다. 이러한 장면은 1950년대에 흔히 볼 수 있었다. 1951년부터 1962년까지 정부는 인근 네바다 핵 실험장에서 100회의 대기 실험을 실시했다.

## 밀매 및 도난
오류: no text specified (help).
국제 원자력 기구는 "핵 및 기타 방사성 물질의 불법 밀매, 절도, 분실 및 기타 무단 활동에 대한 지속적인 문제"가 있다고 말한다. IAEA 불법 핵 밀매 데이터베이스는 지난 12년간 99개국이 보고한 1,266건의 사건을 기록하고 있으며, 이 중 18건은 고농축 우라늄 또는 플루토늄 밀매와 관련이 있다.
- 안보 전문가 숀 그레고리(Shaun Gregory)는 테러리스트들이 최근 파키스탄 핵시설을 2007년에 두 번, 2008년에 한 번 총 세 번 공격했다고 주장했다.[114][115]
- 2007년 11월, 의도를 알 수 없는 강도들이 남아프리카 공화국 프리토리아 근처의 펠린다바 핵 연구 시설에 침투했다. 강도들은 시설에 보관된 우라늄을 획득하지 못하고 도주했다.[116][117]
- 2006년 2월, 러시아의 올레크 힌사고프(Oleg Khinsagov)가 조지아에서 조지아 공범 3명과 함께 89% 농축된 HEU 79.5g을 소지한 채 체포되었다.[118]
- 2006년 11월 방사성 폴로늄을 이용한 알렉산드르 리트비넨코 피살 사건은 앤드류 J. 패터슨(Andrew J. Patterson)에 따르면 "핵 테러 시대의 시작이라는 불길한 이정표"를 나타낸다.[119]

## 사고 유형

### 노심 용융/노심 손상
노심 용융은 원자로의 과열로 인해 원자로 노심에 심각한 손상이 발생하는 중대한 원자력 사고이다. 이는 원자로 노심의 우발적인 용융으로 정의되며, 노심의 완전 또는 부분 붕괴를 의미한다. 노심 용융 사고는 원자로에서 생성되는 열이 냉각 시스템에 의해 제거되는 열을 초과하여 최소한 하나의 핵연료 요소가 녹는점을 초과할 때 발생한다. 이는 고온으로 인해 발생하지 않는 핵연료봉 손상과는 다르다. 노심 용융은 냉각재 손실, 냉각재 압력 손실, 또는 낮은 냉각재 유량으로 인해 발생하거나, 원자로가 설계 한계를 초과하는 출력 수준에서 작동될 때 발생하는 임계사고의 결과일 수 있다. 또는 외부 화재가 노심을 위협하여 노심 용융으로 이어질 수 있다. 노심 손상 사고는 노심이 용융되지 않고 손상되지만 용융이 시작되기 전에 구출된 덜 심각한 사고이다. 더 넓은 의미의 확률론적 위험 평가 (PRA)에서 노심 손상이라는 용어는 모든 노심 용융을 포함한다.
민간 원자력 발전소의 대규모 핵 용융 사고는 다음과 같다.
- 1979년 미국 펜실베이니아주의 스리마일섬 원자력 발전소 사고.
- 1986년 우크라이나 소비에트 사회주의 공화국 체르노빌 원자력 발전소의 체르노빌 원자력 발전소 사고.
- 2011년 3월 지진 및 지진해일 이후 일본의 후쿠시마 제1 원자력 발전소 사고.

다른 노심 용융 또는 노심 손상은 다음에서 발생했다.
- NRX (군사), 캐나다 온타리오주, 1952년
- BORAX-I (실험용), 미국 아이다호주, 1954년
- EBR-I, 미국 아이다호주, 1955년
- 윈드스케일 (군사), 잉글랜드 셀라필드, 1957년 (참조: 윈드스케일 화재)
- 소듐 원자로 실험 (민간), 미국 캘리포니아주 산타 수사나 필드 연구소, 1959년
- 페르미 1 (민간), 미국 미시간주, 1966년
- 채플크로스 원자력 발전소 (민간), 스코틀랜드, 1967년
- 루센스 원자로, 스위스, 1969년.
- 생로랑 원자력 발전소 (민간), 프랑스, 1969년
- A1 공장, (체코슬로바키아 야스로프스케 보후니체) (민간), 1977년
- 생로랑 원자력 발전소 (민간), 프랑스, 1980년
- 여러 소련 해군 원자력 잠수함에서 핵 노심 용융이 발생했다: K-19 (1961), K-11 (1965), K-27 (1968), K-140 (1968), K-222 (1980), 그리고 K-431 (1985, 임계사고 포함).[13]; 동일한 문제가 레닌 쇄빙선에서도 발생했다.

### 임계 사고
임계사고 (때로는 "전이" 또는 "출력 전이"라고도 함)는 농축 우라늄 또는 플루토늄과 같은 핵분열 물질에서 핵 연쇄 반응이 우발적으로 발생하도록 허용될 때 발생한다. 체르노빌 원자력 발전소 사고는 작동 중인 발전소 원자로에서 발생했기 때문에 보편적으로 임계 사고의 예로 간주되지 않는다. 원자로는 통제된 임계 상태에 있어야 했지만, 연쇄 반응 통제를 잃어 폭주했다. 사고는 원자로를 파괴하고 넓은 지리적 지역을 사람이 살 수 없게 만들었다. 사로프에서의 소규모 사고에서는 고농축 우라늄으로 작업하던 기술자가 핵분열 물질 구를 포함하는 실험을 준비하던 중 방사선에 노출되었다. 사로프 사고는 시스템이 차폐된 실험실에 안전하게 위치해 있었음에도 불구하고 멈출 수 있기까지 여러 날 동안 임계 상태를 유지했다는 점에서 흥미롭다. 이는 소수의 사람만이 피해를 입을 수 있으며 환경으로의 방사능 방출은 발생하지 않는 제한된 범위의 사고의 예이다. 방사선(감마선 및 중성자선)과 아주 적은 양의 방사능이 제한적으로 외부로 방출된 임계 사고는 1999년 도카이촌 방사능 누출사고에서 농축 우라늄 연료 생산 중에 발생했다. 두 명의 작업자가 사망했고, 세 번째 작업자는 영구적으로 부상을 입었으며, 350명의 시민이 방사선에 노출되었다. 2016년, 러시아의 아프리칸토프 OKBM 임계 시험 시설에서 임계 사고가 보고되었다.

### 붕괴열
붕괴열 사고는 방사성 붕괴로 인해 발생하는 열이 피해를 유발하는 경우이다. 대형 원자로에서 냉각재 상실사고는 노심을 손상시킬 수 있다. 예를 들어, 스리마일섬 원자력 발전소에서는 최근에 정지(SCRAM)된 가압수형 원자로가 냉각수 없이 한동안 방치되었다. 그 결과 핵연료가 손상되었고 노심이 부분적으로 용융되었다. 붕괴열 제거는 특히 정지 직후 중요한 원자로 안전 문제이다. 붕괴열 제거 실패는 원자로 노심 온도를 위험한 수준으로 상승시킬 수 있으며 핵 사고를 유발했다. 열 제거는 일반적으로 여러 개의 중복되고 다양한 시스템을 통해 이루어지며, 열은 종종 대용량의 '최종 열 흡수원'으로 소산되며, 이 방법은 일반적으로 붕괴열이 매우 작은 값으로 감소한 후에 사용된다. 스리마일섬 사고에서 방사능 방출의 주된 원인은 1차 루프의 파일럿 작동식 릴리프 밸브가 열린 상태로 고착된 것이었다. 이로 인해 배수되던 오버플로우 탱크가 파열되어 많은 양의 방사성 냉각수가 격납 건물로 방출되었다.
대부분의 경우 핵 시설은 외부 전력 시스템으로부터 전력을 공급받는다. 또한 정전 시 전력을 공급하기 위한 비상 백업 발전기 망을 갖추고 있다. 2011년, 지진과 지진해일로 인해 일본 후쿠시마 제1 원자력 발전소에서 정전이 발생했다(외부 계통 연결이 끊어지고 백업 디젤 발전기가 파괴됨). 붕괴열을 제거할 수 없었고, 1, 2, 3호기 원자로 노심이 과열되어 핵연료가 용융되었으며 격납 용기가 파손되었다. 방사성 물질은 발전소에서 대기 및 바다로 방출되었다.

### 운송

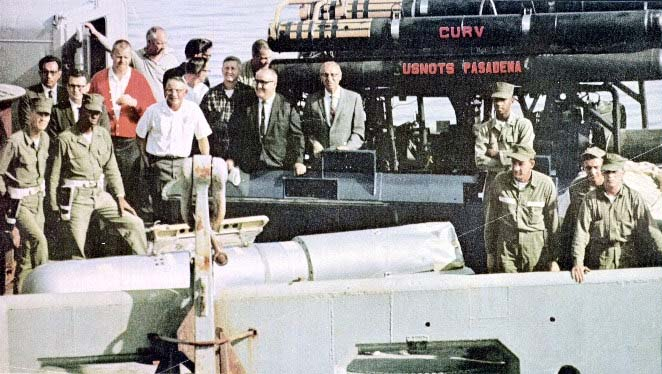
1966년 4월 스페인 해안 수심 해상에서 발견 및 회수된 열핵 폭탄을 미 해군 관계자들이 잠수함 구조함 U.S.S. 페트렐의 선미에서 공개했다.

운송 사고는 방사능 방출을 유발하여 오염을 일으키거나 차폐가 손상되어 직접적인 방사선을 유발할 수 있다. 코차밤바에서는 결함 있는 감마선 방사선촬영 장비가 화물로 승객 버스에 운송되었다. 감마선원은 차폐물 밖에 있었고, 이는 일부 버스 승객들을 방사선에 노출시켰다.
영국에서는 2002년 3월 리즈에서 셀라필드로 운송된 방사선 치료 선원이 차폐물이 불량하여 법정 소송에서 드러났다. 차폐물은 밑면에 틈이 있었다. 이로 인해 방출된 방사선으로 심각한 인명 피해는 없었던 것으로 생각된다.
1966년 1월 17일, 스페인 알메리아의 팔로마레스 상공에서 B-52G와 KC-135 스트래토탱커 간에 치명적인 충돌이 발생했다(1966년 팔로마레스 B-52 추락사고 참조). 이 사고는 핵무기 관련 사고로 전쟁의 위험이 없는 "브로큰 애로우"로 지정되었다.

### 장비 고장
장비 고장은 가능한 사고 유형 중 하나이다. 2001년 폴란드 비아위스토크에서 암 치료에 사용되는 입자 가속기와 관련된 전자 장비가 오작동했다. 이로 인해 최소 한 명의 환자가 과다 노출되었다. 초기 고장은 다이오드라는 반도체의 단순한 고장이었지만, 일련의 사건이 진행되어 방사선 부상으로 이어졌다.
관련된 사고 원인으로는 Therac-25 의료 방사선 치료 장비와 관련된 사례에서처럼 제어 소프트웨어의 오류가 있다. 새로운 설계 모델에서 하드웨어 안전 인터록을 제거하면서 이전에 감지되지 않았던 제어 소프트웨어의 버그가 드러났고, 이로 인해 특정 조건에서 환자들이 대량의 과다 복용을 받을 수 있었다.

### 인적 오류

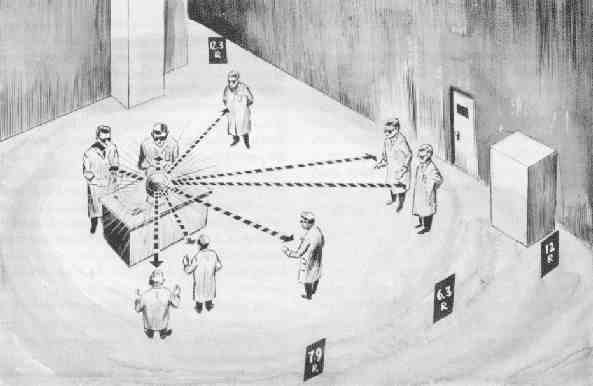
의사들이 슬로틴 임계 사고 동안 각 개인이 노출된 방사선량을 결정하는 데 사용한 스케치

일부 주요 핵 사고는 부분적으로 운전자 또는 인적오류에 기인한다. 체르노빌에서는 운전자들이 시험 절차를 이탈하여 특정 원자로 매개변수가 설계 한도를 초과하도록 허용했다. TMI-2에서는 운전자들이 냉각수 펌프가 비정상적으로 작동하는 것을 알아채기 전에 수천 갤런의 물이 원자로 공장에서 유출되도록 허용했다. 이로 인해 냉각수 펌프가 펌프를 보호하기 위해 꺼졌고, 이는 노심 내에서 냉각이 완전히 상실되면서 원자로 자체의 파괴로 이어졌다.
SL-1에 대한 상세 조사는 한 운전자가 (아마도 실수로) 84-파운드 (38 kg)의 중앙 제어봉을 유지보수 절차상 약 4인치 정도가 아닌 약 26인치 정도 뽑았다고 판단했다.
프랑스 원자력청(CEA)의 평가에 따르면, 어떤 기술 혁신도 원자력 발전소 운영과 관련된 인적 오류의 위험을 제거할 수 없다고 결론 내렸다. 두 가지 유형의 실수가 가장 심각한 것으로 간주되었다: 사고를 유발할 수 있는 현장 작업(유지보수 및 테스트 등) 중 저지른 오류; 그리고 소규모 사고 중 발생하여 완전한 실패로 이어지는 인적 오류이다.
1946년 캐나다 맨해튼 계획 물리학자 루이스 슬로틴은 "용의 꼬리 간지럽히기"로 알려진 위험한 실험을 수행했다. 이 실험은 플루토늄 핵 주위에 두 개의 중성자 반사성 베릴륨 반구를 모아 임계 상태로 만드는 것을 포함했다. 작동 절차를 위반하고 반구들은 드라이버로만 분리되었다. 드라이버가 미끄러져 연쇄 반응 임계사고를 일으켜 방은 유해한 방사선과 푸른 섬광(흥분된 이온화된 공기 입자가 비흥분 상태로 돌아갈 때 발생)으로 가득 찼다. 슬로틴은 열 섬광과 푸른 빛에 반사적으로 반구들을 분리하여 방에 있던 여러 동료들의 추가 방사선 노출을 막았다. 그러나 슬로틴은 치명적인 방사선량을 흡수하여 9일 후 사망했다. 이 실험에 사용된 악명 높은 플루토늄 덩어리는 악마 핵이라고 불렸다.

### 분실된 선원
분실된 선원 사고, 고아 방사선원이라고도 불리는 이 사고는 방사성 선원이 분실되거나 도난되거나 버려지는 사건이다. 이 선원은 인간에게 해를 끼칠 수 있다. 이러한 유형의 가장 잘 알려진 예는 1987년 브라질 고이아니아 방사능 유출사고로, 방사선 치료 선원이 병원에서 잊혀지고 버려졌다가 나중에 고물상에게 도난당해 개봉되었다. 유사한 사례는 2000년 태국 사뭇쁘라깐에서 발생했는데, 만료된 원격 치료 장치의 방사선원이 등록되지 않은 채 판매되어 경비가 없는 주차장에 보관되어 있다가 도난당했다. 다른 사례는 페루 야낭고에서 방사선촬영 선원이 분실되었고, 이란 길란에서 방사선촬영 선원이 용접공에게 해를 끼쳤다.
국제 원자력 기구는 고철 수집가들에게 밀봉된 선원이 어떻게 생겼는지에 대한 안내서를 제공했다. 고철 산업은 분실된 선원이 가장 많이 발견될 가능성이 있는 산업이다.
전문가들은 냉전 기간 동안 최대 50개의 핵무기가 분실된 것으로 보고 있다.

## 비교

2014년 세계 에너지 생산량이 단일 에너지원에서 충족되었을 경우 발생했을 것으로 추정되는 전 세계 사망자 수.

민간 핵에너지의 역사적인 안전 기록을 다른 형태의 발전과 비교할 때, 볼, 로버츠, 심슨, 국제 원자력 기구, 파울 쉐러 연구소는 별도의 연구에서 1970년부터 1992년까지 전 세계 원자력 발전소 노동자의 직업상 사망자는 단 39명에 불과했지만, 같은 기간 동안 석탄 화력 발전소 노동자는 6,400명, 천연가스 화력 발전소 노동자와 일반인 사망자는 1,200명, 수력 발전소로 인한 일반인 사망자는 4,000명에 달했다는 사실을 밝혀냈다. 1975년 반차오 댐 붕괴만으로 17만~23만 명의 사망자가 발생했다.
다른 일반적인 에너지원인 석탄 화력 발전소는 독성 석탄 폐기물인 플라이 애시 형태로 비교 가능한 규모의 원자력 발전소보다 연간 100배 더 많은 방사선을 방출한다고 사이언티픽 아메리칸은 밝혔다.
에너지 사고 측면에서 수력 발전소는 가장 많은 사망자를 발생시켰지만, 원자력 발전소 사고는 전체 재산 피해의 41%를 차지하며 경제적 비용 측면에서 1위를 차지했다. 석유와 수력은 각각 약 25%를 차지했으며, 천연가스는 9%, 석탄은 2%를 차지했다. 체르노빌과 반차오 댐을 제외하면, 나머지 세 가지 가장 비싼 사고는 엑슨발데즈 원유 유출 사고 (알래스카), 프레스티지호 기름 유출 사고 (스페인), 스리마일섬 원자력 사고 (펜실베이니아)였다.

## 핵 안전
핵 안전은 핵 및 방사선 사고를 예방하거나 그 결과 및 환경 피해를 제한하기 위해 취해지는 조치를 포괄한다. 이는 원자력 발전소뿐만 아니라 기타 모든 핵 시설, 핵 물질 운송, 의료, 전력, 산업 및 군사용 핵 물질의 사용 및 저장을 포함한다.
원자력 산업은 원자로의 안전과 성능을 향상시켰고, 더 안전한(그러나 일반적으로 검증되지 않은) 새로운 원자로 설계를 제안했지만, 원자로가 올바르게 설계, 건설 및 작동될 것이라는 보장은 없다. 실수는 발생하며, 일본 후쿠시마의 원자로 설계자들은 지진으로 인한 쓰나미가 지진 후 원자로를 안정화하도록 되어 있던 백업 시스템을 무력화시킬 것이라고 예상하지 못했다. UBS AG에 따르면 후쿠시마 제1 원자력 발전소 사고는 일본과 같은 선진국조차 핵 안전을 통제할 수 있는지에 대한 의문을 제기했다. 테러 공격과 관련된 재앙적인 시나리오도 예상할 수 있다.
자신의 저서 《정상 사고》에서 찰스 페로는 사회의 복잡하고 밀접하게 연결된 원자로 시스템에는 예상치 못한 고장이 내재되어 있다고 말한다. 원자력 발전소는 큰 사고 없이 운영될 수 없으며, 이러한 사고는 피할 수 없고 설계로 해결할 수 없다. MIT의 학제 간 팀은 2005년부터 2055년까지 예상되는 원자력 발전의 성장을 고려할 때, 이 기간 동안 최소 4건의 심각한 핵 사고가 발생할 것으로 추정했다. 1970년 2세대 원자로 가동이 시작된 이래 전 세계적으로 5건의 심각한 사고(스리마일섬 원자력 발전소 사고 1979년 1건, 체르노빌 원자력 발전소 사고 1986년 1건, 후쿠시마 제1 원자력 발전소 사고 2011년 3건)가 발생했으며, 이는 평균적으로 8년마다 1건의 심각한 사고가 발생함을 의미한다.
원자로가 노후화되면 안전하게 작동하고 사고를 방지하기 위해 더욱 철저한 모니터링과 예방 유지보수 및 테스트가 필요하다. 그러나 이러한 조치는 비용이 많이 들 수 있으며, 일부 원자로 소유주는 이러한 권장 사항을 따르지 않았다. 이러한 이유로 현재 사용 중인 기존 핵 인프라의 대부분은 노후화되어 있다.
노후화된 원자력 발전소와 관련된 사고에 대처하기 위해서는 새로운 원자력 발전소를 건설하고 오래된 원자력 발전소를 폐쇄하는 것이 유리할 수 있다. 미국에서만 50개 이상의 신생 기업들이 원자력 발전소의 혁신적인 설계를 개발하고 있으며, 동시에 발전소가 더 저렴하고 비용 효율적이도록 보장하고 있다.

## 생태학적 영향

### 육상에 미치는 영향
노심 용융 또는 관련 사건 중에 방출된 동위 원소는 일반적으로 대기 중으로 확산된 다음 자연 현상과 침착을 통해 지표면에 침착된다. 최상층 토양층에 침착된 동위 원소는 느린 붕괴(긴 반감기)로 인해 수년 동안 그곳에 남아 있을 수 있다. 농업, 경작, 가축에 대한 장기적인 해로운 영향은 실제 사건 발생 후 오랜 시간 동안 인간의 건강과 안전에 잠재적으로 영향을 미칠 수 있다.
2011년 후쿠시마 제1 원자력 발전소 사고 이후, 주변 농경지는 세슘 농도가 100,000 MBq km−2 이상으로 오염되었다. 그 결과, 후쿠시마 동부의 식량 생산은 심각하게 제한되었다. 일본의 지형과 지역 날씨 패턴으로 인해 세슘 침전물 및 기타 동위 원소는 동부 및 북동부 일본 전역의 최상층 토양에 남아 있다. 다행히 산맥이 서부 일본을 보호해 주었다.
1986년 체르노빌 재앙은 우크라이나, 벨라루스, 러시아 전역에 걸쳐 약 125,000평방마일(320,000평방킬로미터)의 땅을 방사선에 노출시켰다. 집중된 방사선량은 식물 번식에 심각한 피해를 입혔다: 대부분의 식물은 최소 3년 동안 번식할 수 없었다. 육상에서 발생하는 이러한 현상 중 다수는 수계 시스템을 통한 방사성 동위 원소의 분포로 인한 결과일 수 있다.

### 물에 미치는 영향

#### 후쿠시마 제1 원자력 발전소 사고
2013년, 후쿠시마 제1 원자력 발전소의 일부 터빈 건물 사이, 태평양 연안의 인접 항구를 포함한 여러 곳에서 오염된 지하수가 발견되었다. 두 곳 모두에서 시설은 일반적으로 깨끗한 물을 방출하여 추가 지하수 시스템으로 유입된다. 시설을 관리 및 운영하는 도쿄전력(TEPCO)은 안전하다고 간주되는 지역에서 오염에 대한 추가 조사를 실시했다. 그들은 오염의 상당 부분이 시설 내 순환 펌프에 연결된 지하 케이블 트렌치에서 비롯되었음을 발견했다. 국제 원자력 기구(IAEA)와 도쿄전력 모두 이 오염이 2011년 지진의 결과임을 확인했다. 이와 같은 손상으로 인해 후쿠시마 원전은 핵 물질을 태평양으로 계속 방출하고 있다. 5년간의 누출 끝에 오염 물질은 북미와 호주에서 파타고니아까지 태평양 전역에 도달했다. 동일한 해안선을 따라 우즈홀 해양학 연구소 (WHOI)는 2014년 11월 캘리포니아 유리카 해안에서 100마일(150km) 떨어진 곳에서 미량의 후쿠시마 오염 물질을 발견했다. 방사선량이 상대적으로 급격히 증가했음에도 불구하고, 오염 수준은 여전히 세계보건기구의 깨끗한 식수 기준을 충족한다.
2019년 일본 정부는 후쿠시마 원자로의 오염된 물을 태평양에 방류하는 방안을 검토 중이라고 발표했다. 일본 환경장관 요시아키 하라다(Yoshiaki Harada)는 도쿄전력이 100만 톤 이상의 오염된 물을 모았으며, 2022년까지 방사성 물을 안전하게 저장할 공간이 바닥날 것이라고 보고했다.
여러 민간 기관과 북미 정부는 태평양 전역의 방사능 확산을 모니터링하여 식량 시스템, 지하수 공급원 및 생태계에 도입할 수 있는 잠재적 위험을 추적한다. 2014년, 미국 식품의약국 (FDA)은 후쿠시마 시설에서 추적된 방사성 동위 원소가 미국 식량 공급망에 존재하지만, 공중 보건에 위협이 될 정도의 수준은 아니며, 일본에서 수입된 식량 및 농산물도 마찬가지라고 보고서를 발표했다. 현재의 방사성 핵종 누출 속도를 고려할 때, 물로의 분산은 이로울 것으로 널리 믿어진다. 대부분의 동위 원소는 물에 희석되고 시간이 지남에 따라 방사능이 감소하기 때문이다. 세슘(Cs-137)은 후쿠시마 제1 원자력 발전소에서 방출되는 주요 동위 원소이다. Cs-137은 긴 반감기를 가지고 있어 잠재적으로 장기적인 유해 영향을 미칠 수 있지만, 현재 후쿠시마에서 200km 떨어진 지역의 수치는 사고 이전 수준에 가깝고 북미 해안으로의 확산은 거의 없다.

#### 체르노빌 사고
1986년 체르노빌 사건에서 증거를 찾을 수 있다. 사고의 격렬한 특성 때문에, 결과적으로 발생한 대기 중 방사능 오염의 상당 부분은 폭발 중에 분산된 입자로 구성되었다. 이러한 오염 물질 중 많은 부분이 즉각적인 주변 지역뿐만 아니라 러시아와 벨라루스의 지하수 시스템에 침착되었다. 지하수에서 발생한 방사능의 생태학적 영향은 환경적 결과의 연속으로 영향을 받은 지역의 다양한 측면에서 볼 수 있다. 지하수 시스템에 의해 운반된 방사성 핵종은 식물에 방사성 물질이 흡수되고 이어서 먹이 사슬을 통해 동물, 그리고 결국 인간에게 전달되었다. 방사선 노출의 가장 중요한 메커니즘 중 하나는 방사능 지하수에 오염된 농업을 통해서였다. 다시 한번, 30km 제외 구역 내 인구의 가장 큰 우려 중 하나는 방사능 지하수에 오염된 농산물을 섭취함으로써 Cs-137을 섭취하는 것이다. 1996년 조사에 따르면, 제외 구역 밖의 환경 및 토양 조건 덕분에 기록된 수치는 복구가 필요한 수준보다 낮다. 이 사건 동안 방사성 물질은 지하수를 통해 국경을 넘어 이웃 국가로 운반되었다. 체르노빌 바로 북쪽에 위치한 벨라루스에서는 이전에 사용할 수 있었던 농경지 약 25만 헥타르가 안전하다고 판단될 때까지 국가 관리들에 의해 보류되었다.
오염된 지역 바깥의 방사선 위험은 홍수의 형태로 발견될 수 있다. 체르노빌 원자로가 범람원에 인접해 있기 때문에 주변 지역의 많은 주민들이 방사선 노출 위험에 처해 있다고 간주되었다. 1996년에 동유럽 전역에 방사능 영향이 얼마나 멀리까지 미치는지 알아보기 위한 연구가 수행되었다. 체르노빌 사고 현장에서 250km 떨어진 러시아 코야노브스코예 호수가 가장 큰 영향을 받은 호수 중 하나로 밝혀졌다. 호수에서 잡힌 물고기는 유럽 연합 기준보다 60배 더 방사능 오염이 심한 것으로 나타났다. 추가 조사 결과, 호수를 공급하는 수원지가 약 900만 명의 우크라이나인에게 식수를 제공하고, 2300만 명에게 농업용수와 식량을 제공하는 것으로 밝혀졌다. 이 재난은 변호사, 학자, 언론인에 의해 환경파괴의 한 예로 묘사되었다.
체르노빌 원자력 발전소의 손상된 원자로 주변에 덮개가 건설되었다. 이는 사고 현장에서 유출되는 방사성 물질의 복구를 돕지만, 30여 년 전에 토양과 수로에 분산된 방사성 동위 원소로부터 지역을 보호하는 데는 거의 도움이 되지 않는다. 이미 버려진 도심 지역과 현재 국가에 영향을 미치는 국제 관계로 인해, 복구 노력은 초기 정화 작업 및 후쿠시마 사고와 같은 최근 사고에 비해 최소화되었다. 현장 실험실, 모니터링 우물, 기상 관측소는 사고의 영향을 받은 주요 지점에서 모니터링 역할을 수행하고 있다.

## 사람에 미치는 영향
카자흐스탄에서는 소련 핵 실험장이 최소 450개의 원자 폭탄이 폭발하는 것을 목격했다. 특히, 코얀 주민들은 만연한 방사선에 물리적으로 적응하여, 본국 환경에서는 회복력을 보였지만, 외부에서는 질병을 겪었다. 그들의 적응은 코얀으로 돌아올 때 질병이 완화되는 것으로 분명히 드러나며, 방사능 노출과 관련된 피해자라는 일반적인 개념에 도전한다. 유독한 식량원에 의존함에도 불구하고, 주민들은 환경에 성공적으로 적응했다. 코얀은 잦은 화재 위협에 직면하며, 2010년 스텝 초원이 발화하여 마을을 위협한 사건이 그 예이다. 그러나 정부의 대응은 화재 진압을 위해 지역 주민으로 구성된 소방대를 폴리곤으로 동원하는 것과 같은 더욱 일관된 조치로 개선될 수 있다.
스타프코프스키의 주요 주장은 "느린 폭력"의 개념을 중심으로 전개되며, 피험자들을 비록 많은 가족에서 질병이 불가피하더라도 장수할 수 있었던 강인한 인간으로 묘사한다. 역사적 맥락이 서구인들로 하여금 소련 시대의 정치 및 과학 연구를 면밀히 조사하도록 이끌 수 있지만, 주민들과 인근 마을들은 지속적인 유산을 나타낸다. 이 상황은 생존과 적응에 대한 인간의 능력을 강조하며, 과거 행동에 대한 책임의 필요성을 강조한다. 소련 핵 프로젝트를 둘러싼 비밀은 연구자들이 방출된 방사성 동위 원소에 대한 데이터에 접근하는 것을 제한했다. 이는 환경에서 방사성 동위 원소를 추적할 수 있었던 미국 연구자들과는 달랐다. 소련 연구자들은 규정된 의무로 인해 신체 구성의 미미한 변화조차 추적해야 하는 제약을 받았다.

### 저선량 방사선의 영향
이온화 방사선이 잠재적으로 암 발생 확률을 높인다는 것이 경험적으로 관찰된다. 따라서 역학 연구에서는 예를 들어 잠재적 암 사망자수 (LCF)라는 용어를 사용한다.

## 같이 보기
- 유럽 방사선 위험 위원회
- 1983년 소련 핵 오경보 사건
- 사라고사 방사선 치료 사고
- 핵 내부고발자 목록
- 군사 핵 사고 목록
- 급성방사선증후군

- 겐파쓰신사이
- 국제 원자력 사고 등급
- 핵발전 논란
- 방사선 중독
- 분류:급성 방사선 증후군으로 인한 사망

- 프랑스에서 체르노빌 재앙의 결과

## 추가 자료
- 체르노빌: 사람과 환경에 대한 재앙의 결과 (2009)
- 체르노빌. 평화로운 원자의 복수. (2006)
- 보존의 낙진: 디아블로 캐니언에서의 핵 시위 (2006)
- 핵발전의 미래 다투기 (2011)
- 결정의 본질: 쿠바 미사일 위기 설명 (1971)
- 낙진: 미국 핵 비극 (2004)
- 폴아웃 프로텍션 (1961)
- 후쿠시마: 일본의 쓰나미와 핵 멜트다운의 내부 이야기 (2013)
- 전신 부담: 록키 플랫츠의 핵 그림자 속에서 성장하기 (2012)
- 히로시마 (1946)
- 우리 스스로를 죽이는 것: 미국 원자 방사선 경험의 재앙 (1982)
- 죽음의 손아귀에: 핵 시대의 경고적 역사 (2009)
- 진정한 살인을 저지르기: 록키 플랫츠와 핵 서부 (1999)
- 마라링가: 호주의 핵폐기물 은폐 (2007)
- 비핵 미래: 윤리적 에너지 전략을 위한 사례 (1975)
- 정상 사고: 고위험 기술과 함께 살아가기 (1984)
- 핵이냐 아니냐? 핵발전은 지속 가능한 에너지 미래에 자리 잡고 있는가? (2007)
- 미국의 핵 정치 (1997)
- 핵발전과 환경 (1976)
- 핵 테러: 궁극적인 예방 가능한 재앙 (2004)
- 핵전쟁 생존 기술 (1979)
- 핵무기: 제로를 향한 길 (1998)
- 핵어: 핵 언어, 비전 및 사고방식 (1982)
- 핵 테러에 관하여 (2007)
- 플루토피아 (2013)
- 안전의 한계 (1993, 프린스턴 대학교 출판부) by 스콧 새건